# Поверх спадщини

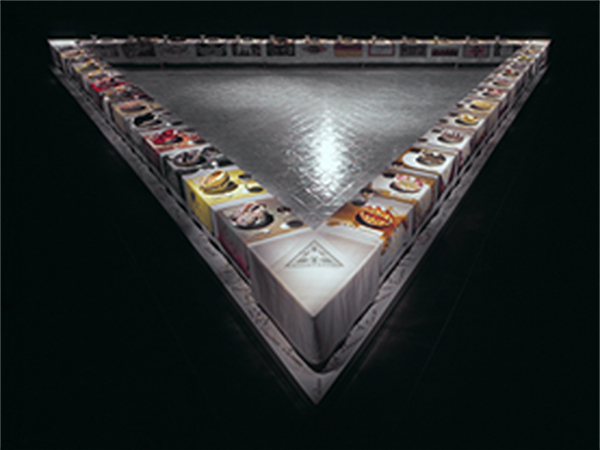
Загальний вигляд «Званої вечері». Плитки укладені в середині трикутника

«Поверх спадщини» (англ. Heritage Floor) — масштабна феміністська мистецька композиція Джуді Чикаго, що є єдиним об'єктом з інсталяцією «Звана вечеря», присвячена досягненням і труднощам жіночої праці. Являє собою підлогу під «Званою вечерею» з 2300 відлитих вручну плиток з іменами 998 реальних і міфологічних жінок, що вагомо вплинули на історію людства та вчинками чи прикладом покращили життя інших жінок. Кожне з імен контекстуалізує одну з 39 жінок «Званої вечері» та її добу. Групи імен розбиті на три «крила» за сторонами столу, на котрих розміщено прибори. «Поверх» вручну створювався два роки.
За словами Чикаго, Поверх спадщини покликаний передати, «скільки жінок боролися за визнання або змогу озвучити свої ідеї — іноді перед обличчям величезних перешкод — лише (як жінки за столом) для того, щоб їхні важко зароблені досягнення були маргіналізовані або стерті».

## Структура
Імена Поверху спадщини корелюють з 39-ма жінками «Званої вечері» за спільністю досвіду вшанованих жінок, їх історичним внеском, часовим періодом та/або географією.

### Звана вечеря
Інсталяція «Звана вечеря» являє собою трикутний бенкетний стіл на 39 осіб, кожен столовий набір на якому виконаний у стилістиці вульва-арту і символізує визначну жінку західної цивілізації. Кожна зі сторін трикутника має довжину 14,63 метра. Первинно ідея була скромнішою та називалась «25 жінок, яких з'їли живцем» («Twenty-Five Women Who Were Eaten Alive»). Тоді Чикаго бажала використати свій інтерес до роботи з порцеляною й виробництва метеликів-квіток-вагін. Невдовзі ідея розширилась до 39 імен по три групи з 13 осіб. Трикутна форма має значення як древній символ жіночого начала та як рівносторонній трикутник, що символізує рівність. 13 — число присутніх на Тайній Вечері, важливе для Чикаго, оскільки серед них були виключно чоловіки.

### Поверх спадщини
«Поверх спадщини» розташований під «Званою вечерею»: на позір непомітний, але теж вкрай трудоємкий проєкт. Він складається з 2300 плиток, що структурно й метафорично підтримують стіл (тут гра слів: floor, крім поверху, це й підлога, нижній рівень, дно, ґрунт). Кожна плитка відлита вручну й відшліфована у China Boutique. Імена, накреслені на плитках, відбирались спеціальною комісією з двадцятьох осіб на чолі з Діаною Гелон та Енн Ізольдою. З трьох тисяч імен були відібрані 999 відповідно до таких критеріїв:
- чи зробила жінка вагомий внесок до суспільства;
- чи намагалась вона покращити умови для інших жінок;
- чи ілюструє її життя або робота важливий аспект жіночої історії;
- або ж вони є зразком для наслідування більш рівноправного суспільства[4].

Нижче наведено список усіх 998 імен історичних та міфічних видатних жінок, згаданих на плитках «Поверху спадщини» (а також ім'я одного чоловіка, включеного до «Поверху» помилково), їх зображення, роки життя та короткі відомості про внесок.

## Крило I: від доісторичних часів до Римської імперії
Всього у Крилі I 228 імен, що охоплюють переважно дохристиянських богинь, міфічні та міфологічні образи й жіночі сутності, яким поклонялися та віддавали шану протягом найдавніших історичних часів.

### 1. Первинна богиня— 15 імен
Найдавніші космогонічні богині-матері чи уособлення матері-землі, які створили (одноосібно чи у співпраці) основні категорії світопорядку, Всесвіт, інших божеств, життя на Землі, перших людей.
| Ім'я                            | Портрет | Написання      | Нар.      | Місце         | Діяльність |
| ------------------------------- | ------- | -------------- | --------- | ------------- | --- |
| Айиисит                         |         | Ajysyt         | Міфологія | Сибір, Якутія | Сибірська богиня — покровителька народження. |
| Аруру                           |         | Aruru          | Міфологія | Вавилон       | Богиня-мати, що створила з глини першу людину, героя Енкіду (Епос про Гільгамеша), та людей загалом, що визначала їхні долі. Асоціюється з шумерською богинею Нінхурсаг. |
| Нінхурсаг                       |         | Ninhursaga     | Міфологія | Шумер         | Найдавніша богиня землі (Кі, покровителька родючості і врожаю, що передувала всьому) і богиня-мати («пані, що дала життя» (Нінту): прародителька неба, світу, богів, живого, людини), «володарка лісистої гори», «висока пані» (Нінмах). «Мати царів», від якої велись родоводи правителів. Попередниця Інанни, прообраз багатьох богинь.                                                             |
| Атіра                           |         | Atira          | Міфологія | Пауні         | Богиня Землі («наша мати», «Мати») у міфології індіанців Пауні. Одружена з богом неба, матеріальним втіленням Атіри вважали кукурудзу (що означала життя), прикрашанням якої вшановували богиню на церемоніях. Донька Атіри Uti Hiata навчила народ пауні робити інструменти та готувати їжу. |
| Еврінома                        |         | Eurynome       | Міфологія | Греція        | Морська богиня усіх речей, «донька Океану», мати Левкотеї і харит; правила Олімпом, ключниця Одісея; храм в Аркадії, зображалась у вигляді русалки. |
| Гея                             |         | Gaea           | Міфологія | Греція        | Богиня Землі, первісна космогонічна богиня, виникла після Хаосу; народила Урана (небо), а від нього титанів, гігантів, кіклопів, гекатонхейрів, німф та безліч інших божеств. Брала активну участь у політиці олімпійських богів. Мала «культ всього живого», родючості, врожаю, дітей. |
| Ґевйон                          |         | Gebjon, Gefion | Міфологія | Швеція        | Одна з Асів, богиня родючості (завдяки власній підприємливості у договорі з конунгом використала синів як биків і здобула землю острова Зеландія) і цноти (а також передбачення, достатку), до якої потрапляли в служіння померлі незайманки. |
| Ільматар, Луннотар («природна») |         | Ilmatar        | Міфологія | Фінляндія     | Богиня-сотворителька світу, скорботна діва неба (дочка повітря). Через 700 років самоти ініціювала створення землі, сонця, місяця і зір шляхом взаємодії з сакральними птахами, власноруч прикрасивши творіння островами, долинами і ріками. Мати Вяйнямьойнена. |
| Намму                           |         | Nammu          | Міфологія | Шумер         | Богиня-мати, спочатку означала первинне море. «Дала життя великим богам»: матір Ану, Нінхурсаг і Енкі, ототожнювалася з вавилонською Тіамат. Висунула ідею створення людини, щоб могла б служити богам. |
| Нейт                            |         | Neith          | Міфологія | Єгипет        | Богиня-мати (створила світ і народила Сонце). Покровителька цариць, богиня війни і мисливства (єгипетська Афіна). Пов'язана з заупокійним культом, її зображення з розгорнутими крилами розміщували на кришках саркофагів. |
| Нут                             |         | Nut            | Міфологія | Єгипет        | Космогонічна богиня Всесвіту, неба, зірок, космосу («величезна мати зірок»), «велична мати богів», матерів, астрономії. Її «небесне тіло» (також через алегорії крил та у образі прекрасної Небесної Корови) куполом оповиває всесвіт, асоціюється з Молочним Шляхом, подорожами душі світом мертвим, рухом астрономічних тіл, зміною дня і ночі. Живіт Нут підтримує решта пантеону.                 |
| Ометеотль (Тонакакіуатль)       |         | Omeciuatl      | Міфологія | Месоамерика   | Андрогінна створювачка духу людського життя, жіноча, частина Першотворця Всесвіту. Асоціювалася з землею, богиня розмноження та родючості; породила чотирьох головних богів, а потім великий ніж, якого вони злякались, він упав на землю й розбився на безліч менших божеств. Населила Землю людьми і зробила її плодоносною.                                                                        |
| Жива                            |         | Siva           | Міфологія | Полаби        | Слов'янська богиня життєвої сили, зцілення; циклічности природи, пробудження рослин та тварин до життя, сільськогосподарського циклу, врожаю, достатку; любові, народження; циклу жіночого життя. Асоціюється з Персефоною та Церерою. |
| Тефнут (Нубійська кішка)        |         | Tefnut         | Міфологія | Єгипет        | Богиня-левиця вологи, вологого повітря, роси, дощу, календарних сезонів і родючості. Улюблена «дочка Ра на його лобі»: вогняним оком сяє на лобі висхідного Сонця, спопеляючи Його ворогів. У шлюбі з богом повітря народила богиню землі Нут і бога землі Геба. |
| Тіамат                          |         | Tiamat         | Міфологія | Вавилон       | Богиня світового солоного океану-хаосу, з якого народила молодших богів. Символ неконтрольованої творчої сили, здатної як давати, так і забирати життя: за вбивство чоловіка пішла на богів війною, створивши чудовиськ і ставши драконкою. Після загибелі Тіамат з її тіла виник світ. Боротьба Тіамат трактується в допатріархатному ключі. Прообраз Змія в райському саду і Вавилонської блудниці. |

### 2. Богиня родючості— 13 імен
| Ім'я                 | Написання    | Нар.                       | Місце                  | Діяльність                                                                   |
| -------------------- | ------------ | -------------------------- | ---------------------- | ---------------------------------------------------------------------------- |
| Бона Деа             | Bona Dea     | Міфологія                  | Рим                    | «Хороша богиня», покровителька родючості, здоров'я, цноти, богиня жінок      |
| Бригіта              | Brigid       | Міфологія                  | Ірландія               | Богиня поезії, ремесел, медицини, помічниця жінок під час пологів            |
| Кардея               | Cardea       | Міфологія                  | Рим                    | Богиня зміни пір року                                                        |
| Дану                 | Danu         | Міфологія                  | Ірландія               | Богиня творіння, мати-прародителька                                          |
| Фрейя                | Freya        | Міфологія                  | Німеччина, Скандинавія | Німецько-скандинавська богиня кохання, шлюбу, дітонародження                 |
| Фрійо (Фрігг-Фрійа?) | Frija        | Міфологія                  | Німеччина, Скандинавія | Найвідоміша богиня з Асів. Загальнонімецька богиня кохання, шлюбу та домівки |
| Гера                 | Hera         | Міфологія                  | Греція                 | Богиня-покровителька шлюбу, охоронниця породіль у пологах                    |
| Юнона                | Juno         | Міфологія                  | Рим                    | Богиня шлюбу й народження, материнства, жінок                                |
| Маха                 | Macha        | Міфологія, VI ст. до н. е. | Ірландія               | Богиня війни                                                                 |
| Маддеракка           | Madderakka   | Міфологія                  | Лапландія              | Богиня дітонародження                                                        |
| Нерта                | Nerthus      | Міфологія                  | Німеччина              | Богиня родючості                                                             |
| Нінті                | Ninti        | Міфологія                  | Шумер                  | Богиня життя                                                                 |
| Теллус               | Tellus Mater | Міфологія                  | Рим                    | Богиня родючості                                                             |

### 3.Інанна— 22 імені
| Ім'я         | Написання     | Дата народження             | Місце          | Діяльність                                                  |
| ------------ | ------------- | --------------------------- | -------------- | ----------------------------------------------------------- |
| Амат-Маму    | Amat-Mamu     | Бл. 1750 до н. е.           | Вавилон        | Жриця та храмова писарка у Сіппарі                          |
| Анаїта       | Anahita       | Міфологія                   | Персія         | Богиня води та родючості                                    |
| Анат         | Anath         | Міфологія                   | Ханаан         | Богиня кохання й війни                                      |
| Афродіта     | Aphrodite     | Міфологія                   | Греція         | Богиня кохання та краси                                     |
| Арінніті     | Arinitti      | Міфологія                   | Хетти          | Богиня неба й землі                                         |
| Ашера        | Asherah       | Міфологія                   | Хетти          | Богиня сексуальності та народження                          |
| Ашорет       | Ashtoreth     | Міфологія                   | Аккад, Вавилон | Богиня родючості й народження                               |
| Астарта      | Astarte       | Міфологія                   | Фінікія        | Богиня родючості                                            |
| Баранамтарра | Baranamtarra  | Бл. 2500 до н. е.           | Шумер          | Філантропка. З чоловіком правила містом Лагаш.              |
| Блодьювед    | Blodeuwedd    | Міфологія                   | Уельс          | Жінка з квітів. Одружена з Ллеу Ллау Гіфесом, якого зрадила |
| Керідвен     | Cerridwen     | Міфологія                   | Вельс          | Богиня родючості                                            |
| Кібела       | Cybele        | Міфологія                   | Греція, Фригія | Богиня Землі, гір, Матір богів                              |
| Енхедуанна   | Encheduanna   | Бл. 2050 до н. е.           | Аккад          | Аккадська жриця, її твори — найдавніший зразок літератури   |
| Ханнаханна   | Hannahanna    | Міфологія                   | Хурріти        | Богиня-прародителька                                        |
| Хатхор       | Hathor        | Міфологія                   | Єгипет         | Богиня неба, кохання, жіночності та краси                   |
| Ільтані      | Iltani        | Бл. XVIII століття до н. е. | Вавилон        | Заможна жриця, правителька, родичка Хаммурапі               |
| Інанна       | Inanna        | Міфологія                   | Шумер          | Центральне жіноче божество                                  |
| Ісіда        | Isis          | Міфологія                   | Єгипет         | Богиня родючості, мати єгипетських царів                    |
| Ку-Баба      | Kubaba        | Бл. 2573 до н. е.           | Шумер          | Цариця. Колишня власниця готелю та корчми                   |
| Шибту        | Shibtu        | Бл. 1700 до н. е.           | Шумер          | Цариця міста-держави Марі                                   |
| Пуабі        | Shub-Ad of Ur | Бл. 2500 до н. е.           | Шумер          | Правителька першої династії Ура                             |
| Таніт        | Tanith        | Міфологія                   | Карфаген       | Богиня неба й Місяця                                        |

### 4.Калі— 14 імен
| Ім'я       | Написання     | Нар.      | Місце     | Діяльність                                                                   |
| ---------- | ------------- | --------- | --------- | ---------------------------------------------------------------------------- |
| Алука      | Alukah        | Міфологія | Ханаан    | Вампірична персонажка. Алука може асоціюватись з Ліліт                       |
| Аріанрод   | Arianhrod     | Міфологія | Вельс     | Богиня смерті                                                                |
| Коатлікуе  | Coatlicue     | Міфологія | Ацтеки    | Богиня землі й вогню, що заключала початок і кінець життя. Мати Віцилопочтлі |
| Ерешкігаль | Ereshkigal    | Міфологія | Шумер     | Богиня смерті                                                                |
| Еринії     | The Furies    | Міфологія | Греція    | Богині помсти                                                                |
| Геката     | Hecate        | Міфологія | Греція    | Богиня Місяця й царства мертвих                                              |
| Гель       | Hel           | Міфологія | Норвегія  | Богиня-повелителька світу мертвих                                            |
| Іркалла    | Irkalla       | Міфологія | Вавилон   | Богиня підземного царства                                                    |
| Морріган   | Morrigan      | Міфологія | Ірландія  | Богиня війни, Велика королева                                                |
| Нефтида    | Nephthys      | Міфологія | Єгипет    | Богиня смерті                                                                |
| Норни      | The Norns     | Міфологія | Норвегія  | Богині долі                                                                  |
| Ріаннон    | Rhiannon      | Міфологія | Вельс     | Богиня коней і верховної влади                                               |
| Тухулха    | Tuchulcha     | Міфологія | Етруски   | Богиня підземного світу                                                      |
| Валькірії  | The Valkyries | Міфологія | Німеччина | Діви-воїтельки, що супроводжували загиблих героїв до Вальгалли               |

### 5. Богиня зі зміями— 13 імен
| Ім'я         | Написання    | Нар.      | Місце         | Діяльність                                                                     |
| ------------ | ------------ | --------- | ------------- | ------------------------------------------------------------------------------ |
| Аріадна      | Ariadne      | Міфологія | Крит          | Героїня міфу про Тесея й Мінотавра                                             |
| Артеміда     | Artemis      | Міфологія | Греція        | Богиня Місяця, сільського господарства, покровителька лісів                    |
| Афіна        | Athene       | Міфологія | Греція        | Богиня-незайманка, покровителька війни та культури, художників та архітекторів |
| Брітомартіда | Britomartis  | Міфологія | Крит          | Богиня Місяця, покровителька мисливців, рибалок, моряків                       |
| Ваджет       | Buto         | Міфологія | Єгипет        | Покровителька й захисниця Нижнього Єгипту                                      |
| Чикомекоатль | Chicomecoatl | Міфологія | Ацтеки        | Богиня маїсу, статку, домашнього затишку. Покровителька бідняків               |
| Деметра      | Demeter      | Міфологія | Греція        | Богиня сільського господарства                                                 |
| Європа       | Europa       | Міфологія | Фінікія, Крит | Викрадена Зевсом мати критського короля Міноса                                 |
| Фортуна      | Fortuna      | Міфологія | Рим           | Богиня землеробства, удачі, випадку                                            |
| Персефона    | Kore         | Міфологія | Греція        | Богиня родючості й царства мертвих                                             |
| Пасіфая      | Pasiphae     | Міфологія | Крит          | Міфічна цариця Криту                                                           |
| Піфон        | Python       | Міфологія | Греція        | Дракон, який оберігає вхід до Дельфійського оракула                            |
| Рея          | Rhea         | Міфологія | Греція        | Мати-Земля                                                                     |

### 6. Софія— 19 імен
| Ім'я            | Написання      | Нар.                | Місце              | Діяльність |
| --------------- | -------------- | ------------------- | ------------------ | --- |
| Антігона        | Antigone       | Міфологія           | Греція             | Дочка Едіпа та Іокасти |
| Арахна          | Arachne        | Міфологія           | Греція             | Вправна ткачиха, що кинула виклик самій Афіні                                                                              |
| Аталанта        | Atalanta       | Міфологія           | Греція             | Мисливиця, воїтелька |
| Камілла         | Camilla        | Міфологія           | Рим                | Персонажка Енеїд. Діва-воїтелька. Була вбита, після чого за неї помстилась Діана                                           |
| Кассандра       | Cassandra      | Міфологія           | Греція             | Найгарніша дочка Пріама, пророчиця. У неї закохався Аполлон                                                                |
| Кірка           | Circe          | Міфологія           | Греція             | Цирцея. Чаклунка. Перетворила супутників Одіссея на свиней, була прихильною до нього                                       |
| Клітемнестра    | Clytemnestra   | Міфологія           | Греція             | Героїня Іліади й Одиссеї. Сестра Єлени Троянської, дружина Агамемнона, вбила його після повернення                         |
| Дафна           | Daphne         | Міфологія           | Греція             | Німфа, мисливиця |
| Гекаба          | Hecuba         | Міфологія           | Греція             | Героїня Іліади. Королева Трої                                                                                              |
| Єлена Троянська | Helen of Troy  | Міфологія           | Греція             | Найпрекрасніша з жінок, викрадення якої стало приводом до Троянської війни                                                 |
| Герсілія        | Hersilia       | Бл. 800 до н. е.    | Рим                | Одна з викрадених римлянами сабінянок                                                                                      |
| Лісістрата      | Lysistrata     | Літературна героїня | Греція             | Персонажка однойменної п'єси Арістофана. Зупинила війну за допомогою «сексуального страйку».                               |
| Пандора         | Pandora        | Міфологія           | Греція             | Хазяйка ящика Пандори |
| Праксагора      | Praxagora      | Літературна героїня | Греція             | Лідерка групи жінок, які переодягнулись у чоловічий одяг, з п'єси Арістофана «Жінки в народних зборах»                     |
| Піфія           | Pythia         | Міфологія           | Греція             | Жриця-пророчиця у храмі Аполлона у Дельфах                                                                                 |
| Кумська Сибілла | Sibyl of Cumae | Міфологія           | Греція, Рим (Куми) | Пророчиця |
| Рея Сільвія     | Rhea Silva     | Міфологія           | Рим                | Весталка. Мати Ромула і Рема                                                                                               |
| Веста           | Vesta          | Міфологія           | Рим                | Богиня, покровителька родинного затишку й жертовного вогню                                                                 |
| Віргінія        | Verginia       | Бл. 465 до н. е.    | Рим                | Вбита батьком, щоб не діставатись сенатору Аппію Клавдію. Її загибель спричинила повстання у Римі, що відновило республіку |

### 7. Амазонка— 12 імен
| Ім'я           | Написання   | Нар.                         | Місце           | Діяльність                                                                   |
| -------------- | ----------- | ---------------------------- | --------------- | ---------------------------------------------------------------------------- |
| Антіопа        | Antiope     | Міфологія, XIII ст. до н. е. | Скіфія          | Співправителька (разом із сестрами Орифією й Іпполітою) столиці амазонок     |
| Ігея           | Egee        | Міфологія, XII ст. до н. е.  | Лівія           | Предводителька армії жінок                                                   |
| Еврипіла       | Eurpyle     | Бл. 1760 до н. е.            | Близький Схід   | Амазонка. Предводителька вторгнення до Вавилона                              |
| Хіера          | Hiera       | Бл. 1184 до н. е.            | Мала Азія       | Предводителька армії мізійських жінок, які бились у Троянській війні         |
| Іпполіта       | Hippolyte   | XIII ст. до н. е.            | Скіфія          | Співправителька (разом із сестрами Антіопою й Орифією) столиці амазонок      |
| Лампедо        | Lampedo     | XIII ст. до н. е.            | Греція          | Амазонська королева                                                          |
| Мартезія       | Martesia    | XIII ст. до н. е.            | Греція          | Амазонська королева, сестра та співправителька Лампедо                       |
| Медуза Горгона | Medusa      | Бл. 1290 до н. е.            | Греція          | Предводителька амазонок-горгон                                               |
| Міріна         | Myrine      | XIII ст. до н. е.            | Лівія           | Предводителька 30 000 лівійських жінок проти горгон, іншого племені амазонок |
| Орітія         | Orinthya    | XIII ст. до н. е.            | Скіфія          | Співправителька (разом із сестрами Антіопою й Іпполітою) столиці амазонок    |
| Пентесілея     | Penthesilia | померла 1187 до н. е.        | Північна Африка | Остання королева амазонок                                                    |
| Талестріс      | Thalestris  | Бл. 325 до н. е.             | Мала Азія       | Королева амазонок                                                            |

### 8.Хатшепсут— 20 імен
| Ім'я             | Написання         | Нар.                      | Місце           | Діяльність |
| ---------------- | ----------------- | ------------------------- | --------------- | --- |
| Бел-Шалті-Наррар | Bel-Shalti-Narrar | Бл. 540 до н. е.          | Вавилон         | Верховна жриця |
| Дідона           | Dido              | Бл. 850 до н. е.          | Північна Африка | Фінікійська принцеса, засновниця й перша королева Карфагену                                                                                      |
| Хатшепсут        | Hashop            | Бл. 1508 до н. е.         | Єгипет          | Найуспішніша з жінок-фараонок Стародавнього Єгипту                                                                                               |
| Г'ют             | Khuwyt            | Бл. 1960 до н. е.         | Єгипет          | Одна з перших жінок-музиканток в історії |
| Лукреція         | Lucretia          | Бл. 600 до н. е.          | Рим             | Скоїла самогубство після зґвалтування, щоб не бути звинуваченою у зраді чоловіку                                                                 |
| Цариця Савська   | Makeda            | До 1020 до н. е.          | Північна Африка | Правителька Сабейського царства |
| Цариця Савська   | Nicaula           | Бл. 980 до н. е.          | Ефіопія         | Вчена, цариця |
| Мама Оклло       | Mama Oclo         | Бл. XII століття до н. е. | Перу            | Співзасновниця династії Інків |
| Ментухотеп       | Mentuhetop        | Бл. 2300 до н. е.         | Єгипет          | Цариця XI династії у Фівах |
| Накія            | Naqi'a            | Бл. 704—626 до н. е.      | Ассирія         | Можливо, Накі'а-Закуту, ассирійська цариця |
| Нефертіті        | Nefertiti         | Бл. 1300 до н. е.         | Єгипет          | Цариця |
| Нітокріс         | Nitocris          | VI століття до н. е.      | Ассирія         | Цариця. Похована у третій піраміді Гізи |
| Нофрет           | Nofret            | Бл. 1900 до н. е.         | Єгипет          | Цариця, «володарка усіх жінок», яка полегшила їм життя                                                                                           |
| Фантасія         | Phantasia         | XII століття до н. е.     | Єгипет          | Оповідачка, музикантка, поетеса |
| Пудучепа         | Puduchepa         | Бл. 1280—1250 до н. е.    | Хетти           | Цариця, жриця |
| Рахонема         | Rahonem           | Стародавнє царство        | Єгипет          | Цариця, жриця, музикантка |
| Семіраміда       | Semiramis         | IX століття до н. е.      | Ассирія         | Цариця, одна з двох жінок, які правили Вавилоном                                                                                                 |
| Танаквіль        | Tanaquil          | Бл. 570 до н. е.          | Етрурія         | Цариця Риму, пророчиця, артистка |
| Тетішері         | Tetisheri         | Бл. 1650 до н. е.         | Єгипет          | Мати Нового царства |
| Тія              | Tiy               | Бл. 1398 до н. е.         | Єгипет          | Вважається, що її чоловік фараон Аменхотеп III покладався на її поради й більше цікавився полюванням та виїздами, ніж своїми обов'язками фараона |

### 9.Юдита— 20 імен
| Ім'я                 | Написання      | Нар.                             | Місце                   | Діяльність |
| -------------------- | -------------- | -------------------------------- | ----------------------- | --- |
| Авігайла             | Abigail        | Бл. 965 до н. е.                 | Ізраїль                 | Перша жінка-пацифістка у біблійській історії. Її чоловік виступив проти царя Давида, і, щоб попередити війну, вона потай принесла Давиду продовольство, щоб умилостивити його та зберегти мир. Її чоловік помер, уражений її діями, й вона стала третьою дружиною Давида |
| Аталія               | Athaliah       | 842 до н. е.                     | Юдея                    | Гофолія. Цариця Юдейського царства |
| Брурія               | Beruriah       | Міфологія                        | Ізраїль                 | Єдина жінка, згадана у Талмуді серед двох тисяч мудреців |
| Девора               | Deborah        | Біблія, XII—XI століття до н. е. |                         | Пророчиця, суддя, натхненниця й керівниця війни проти царя Явіна |
| Есфір                | Esther         | Біблія                           | Юдея                    | Заступилась за єврейський народ перед перським царем |
| Єва                  | Eve            | Біблія                           |                         | Перша жінка, праматір усіх людей у християнстві |
| Хульда               | Huldah         | Біблія                           | Єрусалим                | Пророчиця, сучасниця Єремії та Софонії |
| Єзавель              | Jezebel        | Біблія                           | Ізраїль                 | Жорстока цариця-язичниця, якій протистояв пророк Ілля |
| Ліа                  | Leah           | Біблія                           | Ізраїль                 | Матір шести колін Ізраїлевих |
| Ліліт                | Lilith         | Біблія                           | Едем                    | Кабалістична перша жінка на Землі |
| Мааха                | Maacah         | Біблія                           | Ізраїльське царство     | Дружина Давида |
| Міріам               | Miriam         | Библия                           | Стародавній Єгипет      | Пророчиця, старша сестра Аарона та Мойсея. |
| Ноема                | Naomi          | Біблія                           | Моав                    | Свекруха Рут, одна з головних постатей Книги Руфі |
| Рахиль               | Rachel         | Біблія                           | Вифлеєм                 | Мати Йосипа й Веніаміна |
| Ревека               | Rebekah        | Біблія                           | Харан, Ханаан           | Мати братів-близнюків Ісава та Якова |
| Рут                  | Ruth           | Біблія                           | Моав, Віфлеєм           | Праведниця, головна героїня «Книги Руфі» |
| Сара                 | Sarah          | Біблія                           | Арам, Палестина, Єгипет | Перша з чотирьох прародительок єврейського народу |
| Астінь               | Vashti         | Біблія, V століття до н. е.      | Персія                  | Відмовилась постати оголеною перед компанією чоловіків, перед якими цар-чоловік вихвалявся її красою; за що потрапила у заслання й була обезголовлена. Замість неї цар одружився з Есфір                                                                                 |
| Аендорська чарівниця | Witch of Endor | Бл. 1000 до н. е.                | Королівство Ізраїль     | Ясновидиця, яка викликала дух нещодавно померлого пророка Самуїла на прохання царя Саула |
| Ціппора              | Zipporah       | Бл. 1500 до н. е.                | Євреї                   | Згадується у Книзі Виходу. Змальована як темношкіра, можливо, африканка. Прийшла на допомогу Мойсею, швидко провівши обрізання їхньому сину у критичній ситуації |

### 10.Сапфо— 21 ім'я
| Ім'я             | Написання          | Нар.                   | Місце             | Діяльність |
| ---------------- | ------------------ | ---------------------- | ----------------- | --- |
| Аніта з Тегеї    | Amyte              | IV—III ст. до н. е.    | Греція            | Одна з найдавніших поетес Греції |
| Анаксандра       | Anasandra          | III ст. до н. е.       | Греція            | Правильне написання її імені — Anaxandra. Була художницею |
| Кармента         | Carmenta           | Міфологія              | Рим               | Богиня-пророчиця |
| Клеобуліна       | Cleobuline         | VI ст. до н. е.        | Греція, Родос     | Поетеса й філософ |
| Корінна          | Corinna of Tanagro | Бл. V ст. до н. е.     | Греція            | Лірична поетеса. Вважається наставницею Піндара |
| Кресілас         | Cresilla           | V ст. до н. е.         | Греція            | Грецький скульптор, чоловік. Згаданий помилково як Кресцилла. |
| Ерінна           | Erinna             | VI ст. до н. е.        | Греція            | Поетеса з острова Родос |
| Єлена Єгипетська | Helena             | IV ст. до н. е.        | Греція            | Художниця, авторка плотна-прообразу «Мозаїки Александра» |
| Кора             | Kora               | VII ст. до н. е.       | Греція            | |
| Лалла            | Lalla              | I ст. до н. е.         | Греція            | |
| Манто            | Manto              | Невідомо               | Фіви              | Давньогрецька пророчиця |
| Мегалострата     | Megalostrata       |                        | Спарта            | Поетеса, відома за цитатами Алкмана. «Золотоволоса діва, обдарована Музами» |
| Міро             | Moero of Byzantium | IV ст. до н. е.        | Візантій          | Знаменита поетеса, мати Гомера Візантійського |
| Миртіда (Міртіс) | Myrtis of Anthedon | VI ст. до н. е.        | Беотія            | Поетеса, вважається вчителькою Піндара та Корінни |
| Нанно            | Nanno              | VI ст. до н. е.        | Стародавня Греція | Флейтистка, до якої звернені елегії Мімнерма |
| Необула          | Neobule            | VII ст. до н. е.       | Стародавня Греція | Кохана сатиричного поета Архілоха. За однією з версій покінчила з життям через його публічні насмішки, спричинені неприязню її батька до залицяльника                                |
| Носсіда          | Nossis             | IV або II ст. до н. е. | Локрі             | Одна з дев'яти ліричних поетес, прославлених Плутархом. Відома епіграмами, натхненними творчістю Сапфо                                                                               |
| Пенфелія         | Penthelia          | Точна дата невідома    | Мемфіс, Єгипет    | Єгипетська жриця-музикантка, яка слугувала богу-творцю Пта, богу вогню, у храмі давньоєгипетського міста Мемфіс. Деякі джерела приписують їй справжнє авторство «Іліади» й «Одіссеї» |
| Праксілла        | Praxilla           | V ст. до н. е.         | Греція            | Одна з дев'яти ліричних поетес, прославлених Плутархом. Писала як гімни, оди, дифірамби, так і застільні пісні, пародії                                                              |
| Тімарет          | Timarete           | V ст. до н. е.         | Греція            | Художниця. Відповідно до Плінія Старшого, «зневажала жіночі обов'язки та займалась мистецтвом свого батька». Найвідоміша зображенням богині Діани (Артеміди) в Ефесі                 |

### 11.Аспасія— 22 імені
| Ім'я              | Написання         | Нар.                        | Місце             | Діяльність |
| ----------------- | ----------------- | --------------------------- | ----------------- | --- |
| Аглаоніка         | Aglaonice         | Бл. IV—II століття до н. е. | Греція            | Вважається першою жінкою-астрономкою. Вміла пророкувати місячні затемнення й була звинувачена у чаклунстві |
| Агнодіка          | Agnodice          | Бл. 505 до н. е.            | Греція            | Перша жінка-гінеколог. Видавала себе за чоловіка, щоб відвідувати медичну школу. Коли лікарі-чоловіки виявили, що жінки віддають перевагу її послугам, вони звинуватили Агнодіку у зловживанні становищем. Вона викрила себе, й чоловіки спробували запровадити закон, що забороняв би жінкам займатись лікарською практикою. Закон з часом змінився завдяки жінкам, які висловились проти нього. |
| Арета Кіренська   | Arete of Cyrene   | IV століття до н. е.        | Греція            | Філософ кіренської школи |
| Темістоклея       | Aristoclea        | VI століття до н. е.        | Греція, Дельфи    | Арістоклея. Вчителька Піфагора |
| Аспасія           | Aspasia of Athens | V століття до н. е.         | Греція            | Відзначалась розумом, освіченістю, красою, в її домі збирались художники, поети, філософи |
| Аксіотея Фліуська | Axiothea          | IV століття до н. е.        | Греція            | Учениця Платона, змушена для навчання переодягатись у чоловіка |
| Киніска           | Cynisca           | Бл. 440 до н. е.            | Греція            | Принцеса Спарти. Перша жінка-переможниця Олімпіади |
| Дамо              | Damo              | Бл. 500 до н. е.            | Греція            | Філософ-піфагорійка |
| Діотіма           | Diotima           | До Платона                  | Греція            | Жриця з Мантінеї, ідеологиня платонічного кохання |
| Ельпініка         | Elpinice          | V століття до н. е.         | Греція            | Скандально відома політична діячка |
| Еврилеоніда       | Euryleon          | Бл. 370 до н. е.            | Спарта            | Водійка колісниць, друга за всю історію чемпіонка античної Олімпіади |
| Гіппархія         | Hipparchia        | IV століття до н. е.        | Фіви              | Кінік, учениця Кратета Фіванського, сестра Метрокла |
| Гіппо             | Hippo             | V століття до н. е.         | Греція            | Під час війни була взята у полон. Уникнула знущань, кинувшись із ворожого корабля у море |
| Ламія Афінська    | Lamia             | III століття до н. е.       | Греція            | Афінська гетера, коханка царя Деметрія Поліоркета. Героїня багатьох анекдотів |
| Леонціона         | Leontium          | III століття до н. е.       | Греція            | Філософ, учениця Епікура та компаньйонка Метродора |
| Нікобула          | Nicobule          | Бл. III століття до н. е.   | Греція            | Письменниця, яка створила життєпис Александра Македонського |
| Периктіона        | Perictyone        | V століття до н. е.         | Греція            | Письменниця, авторка праць «Про гармонію в жінці» та «Про мудрість». Мати Платона |
| Філія             | Phile             | Бл. 50 до н. е.             | Греція            | Перша жінка-бенефіціантка, спонсорувала будівництво міського водопроводу й акведука у Прієні, пізніше стала її магістром |
| Сальпе            | Salpe             | Невідомо                    | Греція            | Письменниця, відома працею «Paignia», яку цитували Пліній Старший (як медичну збірку) й Афіней у «Святі Мудреців» |
| Телесилла         | Telesilla         | V століття до н. е.         | Греція            | Одна з дев'яти поетес, прославлених Плутархом. Організувала ополчення й очолила його у битві зі спартанцями. Як поетеса відома хоровими співами |
| Феано             | Theano            | Бл. 550 до н. е.            | Стародавня Греція | Учениця і дружина Піфагора. Керувала школою свого чоловіка після його смерті, вважається авторкою трактату про золоту середину |

### 12.Боудіка— 20 імен
| Ім'я                | Написання                | Нар.                  | Місце               | Діяльність |
| ------------------- | ------------------------ | --------------------- | ------------------- | --- |
| Саломея Александра  | Alexandra of Jerusalem   | 139 до н. е.          | Юдея                | Цариця Юдеї, прийшла до влади після смерті чоловіка у 76 до н. е.. Зберігала мир у регіоні та принесла Юдеї процвітання. Після її смерті 67 до н. е. одразу ж почалась громадянська війна                                                  |
| Аретафіла Кіренська | Aretaphilia of Cyrene    | 50 до н. е.           | Греція              | Визволителька. Повалила тирана Нікократа |
| Арсіноя II          | Arsinoe II               |                       | Єгипет              | Цариця Єгипту |
| Артемісія I         | Artemisia I              | Бл. 480 року до н. е. | Персія              | Правителька. Героїня битви при Саламіні |
| Артемісія III       | Artemisia II             |                       | Греція              | Правителька, сатрапка |
| Басілея             | Basilea                  | Міфологія             | Греція              | У давньогрецьких переказах — перша цариця Атлантиди |
| Брунгільда          | Brynhild                 | Міфологія             |                     | Королева Бургундії |
| Картімандуя         | Cartismandua             | I століття            | Кельти              | Правителька кельтського племені бригантів |
| Шіомара             | Chiomara                 | II століття до н. е.  | Галатія             | Шляхтянка, дружина предводителя вольків-тектосагів. Вражала сучасників красою й розумом |
| Клеопатра           | Cleopatra                | 69 до н. е.           | Єгипет              | Остання та найвідоміша цариця Єгипту |
| Кінана              | Cynane                   |                       | Македонія           | Зведена сестра Александра Македонського, воїтелька. Її смерть призвела до початку війн діадохів |
| Ехташ               | Eachtach                 |                       |                     | |
| Маха                | Macha of the Red Tresses | III століття до н. е. | Ірландія            | Дружина Верховного короля Ірландії |
| Медб                | Meave                    |                       |                     | |
| Медб                | Medb of Connacht         |                       |                     | |
| Мюргель             | Muirgel                  |                       |                     | |
| Олімпіада Епірська  | Olympias                 |                       |                     | |
| Томіріс             | Tomyris                  | Бл. 530 до н. е.      | Центральна Азія     | Цариця массагетів, іранського народу на схід від Каспійського моря. Перемогла та вбила перського царя Кира |
| Веледа              | Veleda                   | I століття            | Німеччина           | Цнотлива пророчиця бруктерів, племені північної Німеччини. У 69/70 роках вірно пророкувала первинний успіх повстання батавів проти римської влади                                                                                          |
| Зенобія             | Zenobia                  | 240                   | Пальмірське царство | Цариця Пальміри, держави на Близькому Сході, що відокремилась від Римської імперії. Розширюючи свою державу, Зенобія вторглась до Єгипту й вигнала звідти римського префекта. 274 року зазнала поразки та була вивезена заручницею до Рима |

### 13.Гіпатія— 17 імен
| Ім'я                       | Написання        | Нар.                | Місце                   | Діяльність |
| -------------------------- | ---------------- | ------------------- | ----------------------- | --- |
| Емілія Хілларія            | Aemilia          | Бл. 300             | Галлія                  | Поетеса й лікарка, відмовилась від шлюбу, оскільки він став би перешкодою для її кар'єри. Писала книги з гінекології й акушерства |
| Свята Агафія Сицилійська   | Agatha           | Бл. 235             | Сицилія                 | Відкинула домагання римських воєначальників і зазнала тортур з відтинанням грудей, потім була засуджена до спалення заживо, але врятувалась завдяки землетрусу. Померла в ув'язненні й долучена католицькою церквою до лику святих. Вважається покровителькою хворих на рак грудей. |
| Свята Варвара              | Barbara          |                     |                         | Ранньохристиянська мучениця |
| Бландіна                   | Blandina         | II століття         | Франція                 | Християнська мучениця |
| Свята Катерина             | Catherine        | 287                 | Єгипет, Римська імперія | Християнська великомучениця |
| Клодія Пульхра Старша      | Clodia           | Бл. 95 до н. е.     | Рим                     | Скандально відома любовними стосунками римлянка |
| Епічаріс                   | Epicharis        | I століття до н. е. | Рим                     | Змовниця проти Нерона |
| Корнелія Сципіона Африкана | Cordelia Gracchi |                     | Рим                     | Високоосвічена римлянка, сучасники цінували красу її письма. Мати братів Гракхів, чию смерть стійко перенесла |
| Гестіея                    | Hestiaea         |                     | Александрія Троадська   | Грецька жінка, яка вивчала граматику і твори Гомера. На її праці спирався Страбон |
| Гортензія                  | Hortensia        | I століття до н. е. | Рим                     | |
| Лайя                       | Laya             |                     |                         | Інше ім'я Лалли |
| Метродора                  | Metrodora        |                     |                         | |
| Памфіла Епідарська         | Pamphile         |                     |                         | |
| Філотія                    | Philotis         |                     |                         | |
| Корнелія Сципіона          | Cordelia Scipio  | I століття до н. е. | Рим                     | Падчерка Октавіана Августа |
| Іма Шалом                  | Shalom           | I століття          | Юдея                    | Вивчала Тору, одна з небагатьох жінок, яких цитує Талмуд |
| Сульпіція Руфа             | Sulpicia         |                     |                         | |

## Крило II: від початку християнства до Реформації
Всього Крило ІІ включає 361 ім'я.

### 14.Марцелла— 25 імен
| Ім'я              | Написання           | Нар.                 | Місце             | Діяльність |
| ----------------- | ------------------- | -------------------- | ----------------- | --- |
| Агрипіна Старша   | Agrippina I         | 14 до н. е.          | Рим               | Супроводжувала у походах Германіка. Після його смерті виступала проти Тиберія та разом із синами була зіслана у вигнання                                 |
| Агріппіна Молодша | Agrippina II        | 15 до н. е.          | Рим               | Імператорка, мати Нерона, успішно керувала імперією упродовж двох десятиріч завдяки своєму впливу на чоловіка і сина                                     |
| Анастасія         | Anastasia           | Початок IV століття  | Рим               | Заарештована та звинувачена під час останньої хвилі утисків християн. Долучена до лику святих у V столітті                                               |
| Юлія Домна        | Julia Domna         | II століття          | Рим               | Імператорка, обожествлялась |
| Доркас            | Dorcas              |                      | Ізраїль           | Рання послідовниця Ісуса, вдова з Яффи |
| Лівія Друзілла    | Livia Drusilla      | 58                   | Рим               | Обожествлялась онуком, імператором Клавдієм |
| Еустошіум         | Eustochium          | Бл. 368              | Рим               | Всехристиянська свята |
| Фабіола           | Fabiola             |                      |                   | |
| Свята Олена       | Flavia Julia Helena | Бл. 250              | Рим               | Рівноапостольна свята. Розповсюджувачка християнства. Проводила розкопки в Єрусалимі, під час яких, як кажуть, були отримані реліквії Страстей Христових |
| Лідія             | Lydia               | Біблія, I століття   | Лідія (Туреччина) | |
| Целія Макрина     | Caelia Macrina      | II століття до н. е. | Рим               | Римлянка. Пожертвувала значну суму грошей на харчування двохсот бездомних дітей                                                                          |
| Макрина Молодша   | Macrina             | 327                  | Рим               | Християнська свята |
| Юлія Меза         | Julia Maesa         | II століття          | Рим               | |
| Марія Магдалина   | Mary Magdalene      |                      |                   | Послідовниця Ісуса Христа, християнська свята, мироносиця                                                                                                |
| Юлія Мамея        | Julia Mamaea        | II століття          | Рим               | Дочка Юлії Мези, співправителька імператора Александра Севера                                                                                            |
| Свята Марселліна  | Marcellina          |                      |                   | |
| Марфа і Марія     | Martha of Bethany   |                      |                   | |
| Марфа і Марія     | Mary of Bethany     |                      |                   | |
| Октавія Молодша   | Octavia             |                      |                   | |
| Свята Паула       | Paula               |                      |                   | |
| Фівія             | Phoebe              |                      |                   | |
| Галла Плацидія    | Galla Placidia      | 388                  | Рим               | Королева вестготів, потім — Західної Римської імперії |
| Помпея Плотіна    | Plotina             |                      |                   | Імператорка-консорт |
| Порція Катона     | Porcia              |                      |                   | |
| Свята Приска      | Priscilla           |                      |                   | |

### 15.Бригіта Ірландська— 11 імен
| Ім'я                | Написання     | Нар.         | Місце                 | Діяльність |
| ------------------- | ------------- | ------------ | --------------------- | --- |
| Базіна Тюрингська   | Basine        | Бл. 463      | Франкське королівство | Королева франків |
| Бріг Брігід         | Brigh Brigaid | I століття   | Ірландія              | Суддя |
| Камбра              | Cambra        |              |                       | Принцеса |
| Євгенія             | Eugenia       | III століття | Єгипет                | Римлянка, дочка правителя Єгипту. Прикидаючись чоловіком, стала абатом християнського монастиря. Прийняла мученицьку смерть за свою віру |
| Женев'єва           | Genevieve     | 420          | Франція               | Свята покровителька Парижа |
| Луція Сиракузька    | Lucy          |              |                       | Свята |
| Максимілла          | Maximilla     |              |                       | |
| Марція              | Martia Proba  |              |                       | |
| Схоластика          | Scholastica   |              |                       | |
| Сильвія Аквітанська | Sylvia        |              |                       | |
| Текля Іконійська    | Thecla        | II століття  | Туреччина             | Ранньохристиянська свята, шанована в лику рівноапостольних, послідовниця апостола Павла                                                  |

### 16.Феодора— 27 імен
| Ім'я                     | Написання              | Нар.                               | Місце                 | Діяльність |
| ------------------------ | ---------------------- | ---------------------------------- | --------------------- | --- |
| Адельгейда Бургундська   | Adelaide               | 931                                | Франція               | Королева Італії, імператорка Священної Римської імперії |
| Этельбурга Вессекська    | Aethelburg             | Бл. 673                            | Англія                | Королева Вессексу, яка правила і брала участь у битвах разом з чоловіком. 728 року поступились троном її брату й жили серед бідняків у Римі                         |
| Етельфледа               | Aethelflaed            | 869                                | Англія                | Командувала військами у битвах з вікінгами. Після смерті чоловіка стала одноосібною правителькою Мерсії                                                             |
| Батільда                 | Balthilde              | Бл. 630                            | Франкське королівство | Королева франків. Канонізована |
| Берта Кентська           | Bertha of England      | Бл. 539                            | Англія                | Королева. Шанується церквою |
| Брунгільда               | Brunhilde              | Міфологія                          |                       | Королева Бургундії, героїня германо-скандинавської міфології |
| Клотильда Бургундська    | Clotilda               | Бл. 475                            | Франкське королівство | Загальнохристиянська свята |
| Анна Комніна             | Anna Comnena           | 1083                               | Візантія              | Написала «Олексіаду», де викладена політична та військова історія Візантійської імперії за правління її батька Олексія                                              |
| Анна Далассіна           | Anna Dalassena Comnena | 1025                               | Візантія              | Представниця візантійської знаті, мати імператора Олексія I Комніна. Правила як імператриця за відсутності сина під час його військових походів                     |
| Дамеліс                  | Damelis                |                                    |                       | |
| Ангельберга              | Engleberga             | IX століття                        | Італія                | Імператриця Священної Римської імперії, правила з чоловіком. 869 року стала настоятелькою заснованої нею церкви Сан-Сісто у П'яченці                                |
| Афінаїда                 | Eudocia                | Бл. 400                            | Афіни; Єрусалим       | Філантропка, політична діячка, поетеса, християнка, ставала на захист євреїв і язичників                                                                            |
| Елія Євдоксія            | Eudoxia                | 380                                | Константинополь       | Імператорка Візантії, критикувала та сильно впливала на політичну діяльність чоловіка                                                                               |
| Фредегунда               | Fredegund              | Бл. 545                            | Франкська держава     | Королева франків. Згубила попередню дружину свого чоловіка, а потім, можливо, і його самого                                                                         |
| Ірина                    | Irene                  | 752                                | Візантія              | Перша візантійська самодержавна правителька |
| Леопарда                 | Leoparda               | IV—V століття                      | Рим                   | Давньоримська лікарка |
| Матильда Вестфальська    | Mathilda               |                                    |                       | |
| Матильда Рінгельгеймська | Maude                  | 877—968                            | Німеччина             | Свята, герцогиня-консорт Саксонії, німецька королева. Заснувала кілька монастирів                                                                                   |
| Ольга                    | Olga                   | між 880 та 920 — 11 (24) липня 969 | Київська Русь         | Велика княгиня київська. Після смерті чоловіка стала регенткою при малолітньому синові Святославі та правителькою Київської Русі у 944—964 роках. Православна свята |
| Свята Олімпія            | Olympia                |                                    |                       | |
| Пульхерія                | Pulcheria              |                                    |                       | |
| Радегунда                | Radegund               |                                    |                       | |
| Теоделінда               | Theodelinda            | Бл. 570                            | Ломбардія             | Королева ломбардів, відіграла надважливу роль у встановленні нікейського християнства у Ломбардії й Тоскані                                                         |
| Блаженна Феодора         | Theodora II            | Бл. 815                            | Візантійська імперія  | Візантійська імператорка. Канонізована після смерті за скасування політики іконоборства (заборони на поклоніння іконам)                                             |
| Феодора                  | Theodora III           | 980                                | Візантійська імперія  | Правляча візантійська імператриця, остання представниця Македонської династії. Співправителька сестри Зої Порфірородної, потім — одноосібна імператриця             |
| Ванда                    | Wanda                  |                                    |                       | Княжна |
| Зоя                      | Zoe                    | Бл. 978                            | Візантійська імперія  | Царювала як співправителька Візантійської імперії разом з сестрою Феодорою від 19 квітня до 11 червня 1042 року                                                     |

### 17.Хросвіта Гандерсгеймська— 42 імені
| Ім'я                      | Написання              | Нар.          | Місце                 | Діяльність |
| ------------------------- | ---------------------- | ------------- | --------------------- | --- |
| Агнесса II                | Agnes                  | Бл. 1184      | Німеччина             | Настоятелька монастиря Святої Марії у Кведлінбурзі, де створювались твори шиття і ткацтва, а також ілюстрації до рукописів. Заохочувала художню творчість і підтримувала процвітання художнього промислу творіннями своїх черниць |
| Аїша                      | Aisha                  | XII століття  | Іспанія               | Поетеса, представляла свої твори у Королівській академії у Кордові |
| Афанасія Егінська         | Athanarsa              |               |                       | Свята |
| Фрау Ава                  | Frau Ava               | 1127          | Австрія               | Монахиня-бенедиктинка, релігійна поетеса |
| Бодонівія                 | Baudonivia             | Бл. 600       | Франція               | Черниця з Пуатьє, біографиня Радегунди |
| Бегга Анденська           | Begga                  | Бл. 615       | Франкське королівство | Дочка франкської знаті. Свята |
| Берта Кентська            | Bertha                 | Бл. 539       | Англія                | Королева. Шанується церквою |
| Берта Французька          | Bertha of France       |               |                       | |
| Батильда                  | Berthildis             |               |                       | |
| Бертілль                  | Bertille               | VII століття  | Франція               | Християнська черниця, абатиса, здібна адміністраторка |
| Каркас                    | Carcas                 | VIII століття | Франція               | За легендою врятувала Каркассон від облоги Карла Великого |
| Кларисія                  | Claricia               | XIII століття | Німеччина             | Ілюмінаторка (оздоблювачка манускриптів) |
| Дуода                     | Dhuoda                 | IX століття   | Франкське королівство | Авторка Liber Manualis — трактату про виховання синів |
| Дімот                     | Diemud                 | Бл. 1060      |                       | Затворниця абатства у Вессобрунні, присвятила життя молитвам і перекладу книг |
| Едбурх                    | Eadburga               | VIII століття | Англія                | Королева-консорт Вессексу. Отруйниця |
| Енсвіт                    | Eanswith               | Бл. 614       | Англія                | Католицька свята. Засновниця абатства Фолькстоун, що стало першим жіночим монастирем в Англії |
| Ебба                      | Ebba                   |               |                       | |
| Енде                      | Ende                   | X століття    | Іспанія               | Ілюмінаторка |
| Етельбурга                | Ethelberga             | Бл. 614       | Англія                | Королева. Після смерті чоловіка заснувала першу жіночу обитель бенедиктинців в Англії |
| Етельвін                  | Ethylwyn               |               |                       | |
| Гертруда Нівельська       | Gertrude of Nivelles   | 626           | Бельгія               | Абатиса монастиря у Нівелі |
| Гізела Шельська           | Gisela                 | 757           | Франція               | Абатиса Шельська |
| Гізела Керценброкська     | Gisela of Kerzenbroeck | XIII століття | Німеччина             | Черниця з Рулле, присвятила життя ілюструванню манускриптів |
| Гормлет інген Мурхада     | Gormlaith              | Бл. 960       | Ірландія              | Після розлучення з чоловіком у помсту організувала вторгнення данців, які потім зазнали поразки у битві при Клонтарфі |
| Гуда                      | Guda                   | XII століття  | Німеччина             | Черниця, ілюмінаторка, перша з жінок, яка залишила підписаний автопортрет |
| Гардлінд                  | Hardlind               |               |                       | |
| Гільда з Вітбі            | Hilda of Whitby        | Бл. 614       | Англія                | |
| Хігебурга                 | Hygeburg               | VIII століття | Англія                | |
| Джоанна Лотенська         | Joanna                 |               |                       | |
| Ліла Гранадська           | Leela of Granada       |               |                       | |
| Ліадейн                   | Liadain                | VII століття  | Ірландія              | Поетеса-мандрівниця |
| Лібана                    | Libana                 |               |                       | |
| Ліоба                     | Lioba                  | 710           | Англія, Німеччина     | |
| Мабель                    | Mabel                  | XIII століття |                       | |
| Меріенн                   | Maryann                |               |                       | |
| Матильда Вестфальська     | Mathilda               |               |                       | |
| Релінда Маасейкська       | Reinhild               | VIII століття | Бельгія               | Свята, бенедиктинська настоятелька, створила ілюстрований манускрипт з християнськими співами разом зі своєю сестрою Герліндіс Маасейкською |
| Ельсбет Штагель           | Elizabeth Stagel       | Бл. 1300      | Швейцарія             | Домініканка, пріорка Тьосського конвенту |
| Тома                      | Thoma                  | померла 1127  | Іспанія               | Юристка і авторка книг з граматики |
| Леді Валла                | Lady Uallach           | X століття    | Ірландія              | Знаменита поетеса |
| Валлада бінт Аль-Мустакфі | Valada                 | 1001          | Іспанія               | Поетеса часів золотого століття Кордови за панування мусульман, утримувала літературний салон. У 30 років після смерті батька отримала багату спадщину, що дозволило їй жити незалежно й нехтувати багатьма умовностями, що накладались на жінок того часу. Писала сатиричні, часто їдучі, вірші, багато з яких присвячувались її коханому, поету Ібн Зейдуну |

### 18.Тротула Салернська— 18 імен
| Ім'я                | Написання              | Нар.          | Місце           | Діяльність |
| ------------------- | ---------------------- | ------------- | --------------- | --- |
| Абелла              | Abella of Salerno      | Бл. 1350      | Салерно, Італія | Викладала медицину у Салернській медичній школі, спеціалізуючись на ембріології, публікувала свої наукові праці                                     |
| Адельбергер         | Adelberger             | VIII століття | Італія          | Фізик, член Гільдії мирян-цілителів |
| Алоара              | Aloara                 |               | Італія          | Після смерті чоловіка у 981 році правила Капуєю до своєї смерті 992                                                                                 |
| Ангельберга         | Angelberga             | IX століття   | Італія          | Імператриця Священної Римської імперії, правила спільно з чоловіком. 869 року стала настоятелькою монастиря Сан-Сісто у П'яченці, заснованого нею ж |
| Агельтруда          | Ageltrude Benevento    | IX століття   | Італія          | Імператриця Священної Римської імперії |
| Берта Зульцбах      | Bertha of Sulzbach     | 1110          | Візантія        | Імператриця |
| Констанція І        | Constantia             | 1154          | Рим             | Королева Сицилії, Італії, Німеччини, імператриця Священної Римської імперії                                                                         |
| Стефані де Монтаньє | Stephanie de Montaneis |               |                 | |
| Свята Етельдреда    | Etheldreda             | 630-ті        | Англія          | Англо-саксонська свята |
| Франческа з Салерно | Francesca of Salerno   | XIV століття  | Італія          | Дипломована хірург з Салерно |
| Беттисія Гоццадіні  | Bettisia Gozzadini     | 1209          |                 | Професор права у Болонському університеті. Викладала інкогніто. Перша жінка-викладачка вишу                                                         |
| Папеса Іоанна       | Pope Joan              |               |                 | |
| Оділла              | Odilla                 |               |                 | |
| Рахиль              | Rachel                 |               |                 | |
| Сара Сентжільська   | Sarah of St. Gilles    |               |                 | |
| Феодора             | Theodora the Senatrix  | Бл. 870       | Рим             | Могутня сенаторка доби порнократії |
| Уррака              | Urraca                 | 1151          | Португалія      | Португальська інфанта, королева Леону. Її шлюб не зупинив її батька від оголошення війни її чоловіку                                                |
| Свята Вальпурга     | Walpurgis              |               |                 | |

### 19.Елеонора Аквітанська— 29 імен
| Ім'я                         | Написання           | Нар.                  | Місце                    | Діяльність |
| ---------------------------- | ------------------- | --------------------- | ------------------------ | --- |
| Адела Нормандська (Блуа)     | Adela of Blois      | Бл. 1067              | Франція                  | Правила як регентка, поки чоловік брав участь у Першому хрестовому поході |
| Аделаїда Сузька              | Adelaide of Susa    | Бл. 1016              | Італія                   | Філантропка, графиня Савойська. Привела військо для оборони Турина |
| Агнес де Пуатьє              | Agnes of Poitou     | Бл. 1024              | Франція                  | Керувала імперією до повноліття сина Генріх IV. 1062 року сина викрали, і, щоб його врятувати, відмовилась від регентства й провела решту життя у монастирі                                         |
| Леді Беатрікс                | Lady Beatrix        |                       |                          | |
| Беренгарія Кастильська       | Berenguela          | 1180                  | Іспанія                  | Королева Кастилії |
| Бланка Кастильська           | Blanche of Castile  | 1188                  | Франція                  | Принцеса Кастильська, королева Франції |
| Олмакс де Кастельнау         | Almucs De Castenau  | Бл. 1140              | Франція                  | Французька трубадурка |
| Беатриса де Діа              | Beatrice de Die     | XII століття          | Франція                  | Графиня, трубадурка |
| Ізабелла де Форз             | Isabella De Forz    | 1237                  | Англія                   | |
| Марія Французька             | Marie de France     |                       |                          | |
| Марія де Вентадорн           | Maria de Ventadorn  | XII століття          | Франція                  | Трубадурка і покровителька трубадурів. Письменниця, поетеса, композиторка, протофеміністка |
| Барб де Веррю                | Barbe De Verrue     | XIII століття         | Франція                  | Трубадурка |
| Дерворгіла Голвейська        | Dervorguilla        | 1210                  | Шотландія                | Шотландська леді, мати короля Джона I |
| Едіта Вессекська             | Edith               | Бл. 1029              | Англія                   | Королева Англії |
| Фейлг                        | Failge              | XV століття           | Ірландія                 | Покровителька літератури і мистецтв |
| Тіборс                       | Fibors              | 1130                  | Франція                  | Одна з перших жінок-трубадурок |
| Леді Ґодіва                  | Lady Godiva         | 980                   | Англія                   | Проїхала оголеною вулицями Ковентрі, щоб її чоловік, граф Леофрік, знизив надмірні податки для підданих                                                                                             |
| Хавіса                       | Hawisa              | 1214                  | Англія                   | |
| Жанна III                    | Jeanne of Navarre   | 1528                  | Франція                  | Королева Наварри |
| Маргарита Шотландська        | Margaret            |                       |                          | Королева Шотландії |
| Маргарет де Квінсі           | Margaret of Lincoln |                       |                          | |
| Марія Шампанська             | Marie of Champagne  |                       |                          | |
| Матильда Тосканська          | Mathilde of Tuscany | 1046                  | Папська держава          | Маркграфиня Тосканська (1076—1115), головна італійська прихильниця папи Римського Григорія VII у боротьбі за інвеституру.                                                                           |
| Матильда (Едіта Шотландська) | Matilda             | 1102                  | Англія                   | Королева Англії. Дочка Святої Маргарити Шотландської, мати Генріха II Плантагенета |
| Матильда Фландрська          | Matilda of Flanders | 1031                  | Англія                   | Королева Англії |
| Мелісенда I                  | Melisande           | 1105                  | Єрусалимське королівство | Королева Єрусалиму (1131–1153), регентка королівства (1153—1161). |
| Субх                         | Sobeya              |                       |                          | |
| Іоланда де Бар               | Violante            | Бл. 1365              | Франція                  | Французька аристократка, королева Арагону. Через хворобу чоловіка зосередила значну владу у своїх руках. Зробила арагонський двір центром культури, зокрема, підтримуючи провансальських трубадурів |
| Діва Марія                   | Virgin Mary         | Біблія, Новий Заповіт | Галілея                  | В Новому Заповіті й Корані — мати Ісуса Христа, непорочно зачатого. Упродовж століть шанується як жіночий аспект божественності                                                                     |

### 20.Гільдеґарда Бінгенська— 32 імені (релігійні діячки)
| Ім'я                      | Написання               | Нар.          | Місце          | Діяльність |
| ------------------------- | ----------------------- | ------------- | -------------- | --- |
| Агнеса Чеська             | Agnes                   | 1211          | Богемія        | Принцеса, засновниця клариссинського ордена Poor Clares, абатства і шпиталю. Канонізована 1989 року. Є святою покровителькою Богемії. Сестра Анни Легніцької |
| Анна Легніцька            | Anna                    | 1201…1204     | Чехія, Польща  | Чеська королівна, княгиня Нижньосилезька, дружина Генріха II Набожного. Сестра Агнеси Чеської                                                                |
| Філліпа Августа           | Phillipe Auguste        |               |                | |
| Беренгарія Кастильська    | Berengaria              | 1180          | Іспанія        | Королева Кастилії і Толедо |
| Бригіда Шведська          | Birgitta                | 1303          | Швеція         | Засновниця ордена бригітток, покровителька Європи |
| Катерина Сієнська         | Catherine of Siena      | 1347          | Рим            | Християнська свята і громадська діячка. Одна з найшанованіших святих жінок у католицизмі                                                                     |
| Клара Ассізька            | Clare of Assisi         | 1194          | Італія         | Свята, послідовниця Франциска Ассізького, засновниця ордена клариссинок                                                                                      |
| Кунігунда Люксембурзька   | Cunegund                | Бл. 980       | Люксембург     | Імператриця, свята |
| Агнесса д'Аркур           | Agnes D'Harcourt        | XIII століття | Франція        | Абатиса й засновниця обителі Лоншан. Написала першу біографію святої Ізабелли, якій вона особисто служила                                                    |
| Алпаїда з Кудота          | Alpis de Cudot          | Бл. 1156      | Франція        | Бачила видіння, в одному з яких їй відкрилось, що світ круглий. У XIX столітті канонізована                                                                  |
| Дошелін де Дін            | Douceline               | 1214          | Франція        | Католицька свята |
| Єлизавета Угорська        | Elizabeth               | 1207          | Угорщина       | Принцеса з династії Арпадів. Католицька свята |
| Елізабет з Шьонау         | Elizabeth of Schonau    | 1129          | Німеччина      | Бенедиктинка. Шанована у католицизмі, хоч і не канонізована                                                                                                  |
| Гертруда з Гакборна       | Gertrude of Hackeborn   | 1223          | Німеччина      | Абатиса монастиря Родерсдорф |
| Гертруда Велика           | Gertrude the Great      | 1256          | Німеччина      | Католицька свята. Містикиня. Покровителька ордена цистерціанців                                                                                              |
| Ядвіга Сілезька           | Hedwig                  | 1174          | Польща         | |
| Елоїза                    | Heloise                 | Бл. 1100      | Франція        | |
| Геррада Ландсбергська     | Herrad of Lansberg      | 1130          | Ельзас         | |
| Герсенд                   | Hersend                 | XIII століття | Франція        | |
| Лас-Хельгас               | Las Huelgas             |               |                | |
| Свята Ізабелла Французька | Isabel of France        | 1225          | Франція        | Засновниця абатства Лоншан |
| Юліана Норвіцька          | Juliana of Norwich      | 1342          | Англія         | Авторка першої книги англійською, написаної жінкою |
| Ютта фон Шпонгайм         | Jutta                   | 1091          | Німеччина      | Черниця, наставниця Гільдеґарди Бінгенської |
| Лоретта де Браоз          | Loretta                 | Бл. 1185      | Англія         | |
| Маргарита Угорська        | Margaret                |               | Угорщина       | Угорська королева, християнська свята |
| Маргарита Бургундська     | Marguerite of Bourgogne |               |                | |
| Свята Мехтильда           | Mechthild of Hackeborn  |               |                | |
| Мехтильда Магдебурзька    | Mechthild of Magdeburg  |               |                | |
| Фінола О'Доннел           | Finola O'Donnel         | XV століття   | Ірландія       | Засновниця францисканського монастиря у Донеголі |
| Розалія Палермська        | Rosalia of Palermo      |               |                | Cвята |
| Тереза Авільська          | Theresa of Avila        | 1515          | Авіла, Іспанія | Католицька свята, яку пов'язують з містицизмом, Контрреформацією й відродженням релігійності в Іспанії                                                       |
| Іветта Юйська             | Yvette                  | 1158          | Бельгія        | Пророчиця з Юї |

### 21.Петронілла де Міт— 25 імен («відьми»)
| Ім'я                 | Написання              | Нар.          | Місце       | Діяльність |
| -------------------- | ---------------------- | ------------- | ----------- | --- |
| Маделіна де Демандуа | Madeleine de Demandolx |               |             | |
| Анжела де ла Барт    | Angéle de la Barthe    | Бл. 1230      | Франція     | Шляхтянка, звинувачена у чаклунстві. Засуджена до страти і спалена заживо у Тулузі |
| Марія де Зозойя      | Maria de Zozoya        |               |             | |
| Катрін Монвуазен     | Catherine Deshayes     | Бл. 1640      | Франція     | Гадалка, отруйниця, фігурантка «справи про отруту» |
| Джелліс Данкан       | Geillis Duncan         | XVI століття  | Шотландія   | Служниця, звинувачена у чаклунстві після успішного лікування. Страчена після тортур |
| Якоба Фелічі         | Jacobe Felicie         | XIV століття  | Франція     | Фізик, лікарка. Вилікувала хворого, що вважався безнадійним, після чого була звинувачена у лікуванні без ліцензії й усунута від практики                                                                 |
| Гуді Гловер          | Goody Glover           | XVII століття | США         | Знала англійську, але спілкувалась лише ірландською. Звинувачена у чаклунстві, публічно повішена як відьма                                                                                               |
| Гуглельма            | Guillemine             | 1210          | Італія      | Благочестивиця, яка проповідувала альтернативну, фемінізовану версію християнства |
| Жанна д'Арк          | Joan of Arc            | 1412          | Франція     | Головнокомандувачка Столітньої війни. Героїня та національний символ Франції. Спалена як чаклунка за сфабрикованим процесом. Католицька свята                                                            |
| Маргарет Джонс       | Margaret Jones         |               |             | |
| Марджері Жердемен    | Margery Jourdemain     |               |             | |
| Урсула Кемп          | Ursley Kempe           | Бл. 1525      | Англія      | Звинувачена у смерті трьох осіб і повішена за звинуваченням у чаклунстві |
| Аліса Кітелер        | Alice Kyteler          | Бл. 1324      | Ірландія    | Одна з перших жінок в Ірландії, звинувачена в чаклунстві. Її чоловіки помирали один за одним, залишаючи їй спадщину. Завдяки зв'язкам їй удалось загальмувати розслідування й утекти до Англії 1325 року |
| Маргарита Порет      | Margaret of Porète     |               |             | |
| П'єррона             | Pierrone               |               |             | |
| Енн Редферн          | Anne Redfearne         | Страчена 1612 | Англія      | «Відьма» |
| Марія Сальваторі     | Maria Salvatori        |               |             | |
| Агнесса Семпсон      | Agnes Sampson          |               | Шотландія   | Цілителька, головна свідчиця на процесі відьом у Норт-Беріку. Під тортурами зізналась у тому, що разом з 200 іншими жінками допомагала дияволу загубити короля Якова VI. Страчена 1591 року              |
| Еліс Семюель         | Alice Samuel           |               | Англія      | У літньому віці діти її наймача звинуватили її у відьомстві. 1593 року повішена разом з двома родичами                                                                                                   |
| Анна Марія Швегель   | Anna Maria Schwagel    | 1729          | Баварія     | Упродовж тривалого часу вважалась останньою жінкою у Німеччині (Баварії), страченою як відьма. Нині вважається, що вона померла забутою у в'язниці                                                       |
| Елізабет Сазернс     | Elizabeth Southern     | XVII століття | Англія      | Звинувачена у чаклунстві, страчена як відьма |
| Гертруда Свенсен     | Gertrude Svensen       | 1660          | Швеція      | У 8 років звинувачена 15-річним хлопцем у крадіжках дітей для диявола. В результаті суду, що торкнувся ще 70 осіб, спалена з ними на вогнищі                                                             |
| Тітуба               | Tituba                 | Бл. 1650      | Массачусетс | Рабиня з народу карибів, одна з перших звинувачених у справі салемських відьом. Дала покази проти інших жінок колонії, щоб урятуватись від страти. У подальшому була продана господарем і залишила Салем |
| Агнеса Вотерхаус     | Agnes Waterhouse       | Бл. 1503      | Англія      | Перша жінка, страчена за чаклунство в Англії |
| Джейн Вір            | Jane Weir              | 1610          | Шотландія   | Пресвітеріанка. Разом з братом звинувачена у чаклунстві й інцесті. Страчена |

### 22.Христина Пізанська— 24 імені
| Ім'я                   | Написання              | Нар.               | Місце                   | Діяльність |
| ---------------------- | ---------------------- | ------------------ | ----------------------- | --- |
| Агнеса Рендольф        | Agnes of Dunbar        | 1312               | Шотландія               | Відома як «Чорна Агнес», 1337 року успішно обороняла замок своєї родини, поки її чоловік був на війні            |
| Анастасія              | Anastasia              | Бл. 1400           | Франція                 | Художниця, оформлювачка манускриптів                                                                             |
| Джейн Енджер           | Jane Anger             | XVI століття       | Англія                  | |
| Марфа Борецька         | Martha Baretskaya      | XV століття        | Новгородська республіка | Політична діячка, боролась за незалежність Новгорода                                                             |
| Маргарет Бофорт        | Margaret Beaufort      | 1443               | Англія                  | |
| Юліана Бернерс         | Juliana Bernes         | 1388               | Англія                  | |
| Бурго                  | Bourgot                | XVI століття       | Франція                 | Працювала разом з батьком-ілюмінатором для королівського двору                                                   |
| Маддалена Буонсіньйорі | Maddalena Buonsignori  |                    |                         | |
| Роуз де Барфорд        | Rose de Burford        |                    |                         | |
| Тереза Карфагенська    | Teresa de Cartagena    |                    |                         | |
| Франческа де Лебріха   | Francisca de Lebrija   | XV століття        | Іспанія                 | Здобула вищу освіту                                                                                              |
| Елінор де Пуатьє       | Aliénor de Poitiers    | Кінець XV століття | Франція                 | Авторка Les honneurs de la cour, книги про придворні ритуали й етикет для всіх станів                            |
| Беатріз Галіндо        | Beatrix Galindo        | 1465               | Іспанія                 | Фізик, педагог, вчителька королеви Ізабелли Кастильської                                                         |
| Клара Хатцлерін        | Clara Hatzerlin        | XV століття        | Німеччина               | Професійна писарка. Найвідоміша створенням книги Liederhandschrift, яку потім використовував як джерело Карл Орф |
| Інгріда                | Ingrida                | XV століття        | Швеція                  | Черниця-бригіттинка. В історії залишились її любовні вірші                                                       |
| Маргарета Картхаузерін | Margareta Karthauserin |                    |                         | |
| Марджері Кемп          | Margery Kempe          |                    |                         | |
| Анджела Мерічі         | Angela Merici          | Бл. 1474           | Італія                  | Заснувала орден урсулинок. Канонізована 1807 року                                                                |
| Коблер Мор             | Cobhlair Mor           |                    |                         | |
| Ізотта Ногарола        | Isotta Nogarola        | 1418               | Італія                  | Письменниця |
| Маргарет О'Коннор      | Margaret O'Connor      |                    |                         | |
| Маргарет Пестон        | Margaret Paston        |                    |                         | |
| Модерата Фонте         | Modesta Pozzo          |                    |                         | |
| Маргарет Роупер        | Margaret Roper         |                    |                         | |

### 23.Ізабелла д'Есте— 33 імені
| Ім'я                   | Написання            | Нар.         | Місце      | Діяльність |
| ---------------------- | -------------------- | ------------ | ---------- | --- |
| Катерина Генуезька     | Catherine Adorni     | 1447         | Італія     | Католицька свята, піклувалась про хворих, допомагала злиденним |
| Лаура Баттіферрі       | Laura Ammanati       | 1523         | Італія     | |
| Ізабелла Андреїні      | Isabella Andreini    | 1562         | Італія     | |
| Анна де Боже           | Anne of Beaujeu      | 1461         | Франція    | Регентка при Карлі VIII |
| Анна Бретанська        | Anne of Brittany     | 1477         | Франція    | Правляча герцогиня Бретані, двічі королева Франції, королева Неаполя |
| Лукреція Борджія       | Lucrezia Borgia      | 1480         | Італія     | |
| Доротея Букка          | Dorotea Bucca        | 1360         | Італія     | Лікарка та вчена-фізик, викладала медицину й філософію у Болонському університеті |
| Франческа Каччіні      | Francesca Caccini    | 1587         | Італія     | Одна з найвідоміших жінок серед композиторів, найвидатніша музикантка доби бароко, поетеса, співачка |
| Лаура Черета           | Laura Cereta         | 1469         | Італія     | Письменниця |
| Вітторія Колонна       | Vittoria Colonna     | 1490         | Італія     | Дворянка і поетеса. Вважається найвпливовішою жінкою доби італійського Ренесансу, подругою і музою Мікеланджело |
| Катерина Корнаро       | Caterina Cornaro     | 1454         | Кіпр       | Королева Кіпру, оспівана в однойменній опері |
| Ізабелла Кортезе       | Isabella Cortesi     | XVI століття | Італія     | Письменниця, алхімік |
| Новелла ді Андреа      | Novella D'Andrea     |              |            | |
| Туллія д'Арагона       | Tullia D'Aragona     | Бл. 1510     | Італія     | Високопоставлена куртизанка, письменниця й філософ, опублікувала неоплатонічний твір про природу кохання, в якому наполягала на самостійності жінок у романтичних стосунках                                                                             |
| Марія Медічі           | Marie de Medici      |              |            | Королева-консорт Франції і Наварри |
| Джоанна Фландерс       | Jeanne de Montfort   | Бл. 1295     | Франція    | |
| Анабелла Драммонд      | Annabella Drummond   | 1350         | Шотландія  | Королева-консорт Шотландії |
| Кассандра Фіделіс      | Cassandra Fidelis    | 1465         | Італія     | Гуманістка, поетеса, інтелектуалка, у 12 років вивчила латину та грецьку. Виступала з лекціями з мистецтва |
| Вероніка Гамбара       | Veronica Gambara     | 1485         | Італія     | Поетеса, державна та політична діячка. Після смерті чоловіка правила містом Корреджіо упродовж десятиріч |
| Алессандра Джиліани    | Alessandra Giliani   | 1307         | Італія     | Винайшла спосіб спускати кров з вен та артерій трупів, а потім замінювати кров рідкими барвниками, щоб судини були краще видні під час вивчення анатомії. Створювала медичні ілюстрації й була асистенткою Мондіно де Ліуцці Раптово померла у 19 років |
| Єлизавета Гонзага      | Elizabetta Gonzaga   | 1471         | Італія     | Герцогиня Урбінська. Найосвіченіша та найдостойніша жінка свого часу. Підтримувала гуманістів і ренесансну культуру |
| Ізабелла Лотарінзька   | Isabella of Lorraine | 1400         | Лотарингія | |
| Матильда д'Артуа       | Mahaut of Artois     |              |            | |
| Баттиста Малотеста     | Baptista Malatesta   | 1384         | Італія     | Поетеса доби італійського Відродження |
| Матильда Німецька      | Mathilda of Germany  |              |            | |
| Тарквінія Мольца       | Tarquinia Molza      |              |            | |
| Олімпія Фульвія Мората | Olympia Morata       |              |            | |
| Катерина Сфорца        | Caterina Sforzia     | 1463         | Італія     | Графиня Форлі та Імоли, жорстка правителька. Можливо, модель Мони Лізи |
| Агнеса Сорель          | Agnes Sorel          | Бл. 1422     | Франція    | Коханка короля Карла VII, перша публічно визнана фаворитка. Всі її четверо дітей також були визнані |
| Гаспара Стампа         | Gaspara Stampa       | 1523         | Італія     | Поетеса доби Відродження, музикантка, найвизначніша з письменниць Ренесансу |
| Барбара Строцці        | Barbara Strozzi      | 1619         | Італія     | Віртуозна співачка-сопрано, композиторка |
| Лукреція Торнабуоні    | Lucrezia Tournabuoni | 1425         | Італія     | |
| Іоланда Арагонська     | Yolanda of Aragon    | 1384         | Франція    | Діячка французької історії. Зокрема, фінансово допомагала армії Жанни д'Арк |

### 24. Єлизавета I— 39 імен
| Ім'я                              | Написання                  | Нар.            | Місце             | Діяльність                                                                                           |
| --------------------------------- | -------------------------- | --------------- | ----------------- | --- |
| Анна Саксонська                   | Anna Sophia                | 1544            | Саксонія          | Принцеса                                                                                             |
| Енн Бекон                         | Anne Bacon                 | 1528            | Англія            | Перекладачка, мати Френсіса Бекона                                                                   |
| Катерина II                       | Catherine II               | 1729            | Росія             | Імператриця                                                                                          |
| Катерина Арагонська               | Catherine of Aragon        | 1485            | Англія            | Королева-консорт Англії, мати королеви Марії I                                                       |
| Джорджіана Кавендіш               | Georgiana Cavendish        | 1757            | Англія            | Герцогиня Девонширська. Світська левиця, політична активістка, ікона стилю та письменниця            |
| Христина I                        | Christina of Sweden        | 1632            | Швеція            | Королева Швеції, готів і вендів                                                                      |
| Жанна III                         | Jeanne D'Albret            | 1528            | Франція           | Королева Наварри                                                                                     |
| Елізабет Денверс                  | Elizabeth Danviers         | 1545/1550       | Англія            | Освічена знатна дама, письменниця, біографиня                                                        |
| Марія де Коттеблан                | Maria de Coste Blanche     | 1520            | Франція           | |
| Пернетт дю Гулле                  | Penette de Guillet         |                 |                   | |
| Ізабель де Хоса                   | Isabella de Joya Roseres   | Бл. 1508        | Іспанія           | |
| Марія-Христина де Лален           | Maria-Christine de Lalaing |                 |                   | |
| Катарина Тішем                    | Catherine Fisher           | XVI століття    | Англія            | Педагог, ерудитка, знала п'ять мов                                                                   |
| Кенау Гасселер                    | Kenau Hasselaer            | 1526            | Нідерланди        | Героїня оборони Гарлема під час його облоги часів Нідерландської революції                           |
| Елізабет Гобі                     | Elizabeth Hoby             | 1528            | Англія            | Знатна дама при дворі королеви Єлизавети I, поетеса й музикантка                                     |
| Ізабелла I                        | Isabella of Castile        | 1451            | Іспанія           | Королева Кастилії, Леону і Галісії, її шлюб розпочав об'єднання Іспанії                              |
| Ядвіга Анжуйська                  | Jadwiga                    | 1373            | Польща            | Королева Польщі                                                                                      |
| Джин Гордон                       | Jane of Sutherland         | 1546            | Шотландія         | |
| Сара Черчилль, герцогиня Мальборо | Sarah Jennings             |                 |                   | |
| Єлена Коттанерін                  | Helene Kottauer            | XV століття     | Угорщина          | |
| Лілліард                          | Lilliard                   | XV-XVI століття | Шотландія         | |
| Ізабелла Лоса                     | Isabella Losa              |                 |                   | |
| Елізабет Лукар                    | Elizabeth Lucar            | 1510            | Англія            | Каліграфка, музикантка, вишивальниця                                                                 |
| Маргарита Австрійська             | Margaret of Austria        |                 |                   | Штатгальтерка Нідерландів                                                                            |
| Маргарет Батлер                   | Margaret of Desmond        |                 | Ірландія          | |
| Маргарита Наваррська              | Margaret of Navarre        |                 |                   | Герцогиня Беррі                                                                                      |
| Маргарита I Данська               | Margaret of Scandinavia    |                 |                   | |
| Марія-Терезія                     | Maria Theresa              |                 |                   | Імператриця Священної Римської імперії                                                               |
| Елеонора Марія Австрійська        | Mary of Hungary            | 1505            | Бельгія           | Королева-консорт Угорщини та Богемії, правителька габсбурзьких Нідерландів                           |
| Грасія Мендес Насі                | Gracia Mendesa             | 1510            | Османська імперія | Заможна єврейська підприємиця, філантропка                                                           |
| Грануаль                          | Grace O'Malley             | 1530            | Ірландія          | «Королева піратів» Ірландії                                                                          |
| Катерина Павлівна                 | Catherine Pavlovna         | 1788            | Росія             | Велика княжна, королева-консорт Вюртемберга                                                          |
| Єлизавета Петрівна                | Elizabeth Petrovna         | 1709            | Росія             | Імператриця                                                                                          |
| Філіппа де Авен                   | Philippa of Hainault       |                 |                   | |
| Олівія Сабуко                     | Oliva Sabuco               |                 |                   | |
| Мері Сідні                        | Mary Sidney                |                 |                   | |
| Софія Мекленбург-Ґюстровська      | Sophia of Mechlenberg      |                 |                   | |
| Бесс із Гардвіка                  | Elizabeth Talbot           | 1527            |                   | Графиня Шрусбері, талановита швачка. Заснувала відому колекцію гобеленів і вишивки                   |
| Елізабет Джейн Вестон             | Jane Weston                | 1581            | Англія            | Поетеса, відома нео-латинською поезією. Публікувалась, що на той час було великою рідкістю для жінок |

### 25.Артемізія Джентілескі— 28 імен (художниці)
| Ім'я                  | Написання               | Нар. | Мсіце              | Діяльність                                                                            |
| --------------------- | ----------------------- | ---- | ------------------ | ------------------------------------------------------------------------------------- |
| Софонісба Ангвіссола  | Sophonisba Anguisciola  |      |                    | Художниця                                                                             |
| Леонора Бароні        | Leonora Baroni          | 1611 | Італія             |                                                                                       |
| Розальба Карр'єра     | Rosalba Carriera        |      |                    |                                                                                       |
| Марія Шампмесле       | Marie Champmeslé        |      |                    |                                                                                       |
| Елізабет Шерон        | Elizabeth Cheron        | 1648 | Франція            | Художниця, поетеса, музикантка, артистка                                              |
| Марія Абаркська       | Maria de Abarca         |      |                    |                                                                                       |
| Проперція де Россі    | Properzia de Rossi      |      |                    |                                                                                       |
| Елізабет Фаррен       | Elizabeth Farren        | 1759 | Англія             | Акторка. Графиня Дербі                                                                |
| Лавінія Фонтана       | Lavinia Fontana         | 1552 | Італія             | Художниця болонської школи                                                            |
| Феде Галіція          | Fede Galizia            | 1578 | Італія             | Художниця. Відома портретами сучасників і натюрмортами                                |
| Марґеріт Жерар        | Marguerite Gerard       |      | Франція            | Художниця, граверка, книжкова графікеса                                               |
| Нелл Ґвін             | Nell Gwyn               |      |                    |                                                                                       |
| Ангеліка Кауфман      | Angelica Kauffman       | 1741 | Швейцарія — Італія | Художниця, співзасновниця Королівської Академії мистецтв                              |
| Джоанна Кертен        | Joanna Koerton          | 1650 | Нідерланди         |                                                                                       |
| Аделаїда Лабіль-Жияр  | Adelaide Labille-Guiard | 1749 | Франція            | Художниця-портретистка, член Королівської академії живопису, поборниця жіночої освіти |
| Юдит Лейстер          | Judith Leyster          | 1609 | Нідерланди         |                                                                                       |
| Марія Сибілла Меріан  | Maria Sibylla Merian    |      |                    |                                                                                       |
| Онората Родіані       | Honorata Rodiana        | 1403 | Італія             |                                                                                       |
| Луїза Рольдан         | Luisa Roldain           | 1652 | Іспанія            |                                                                                       |
| Рахел Рюйш            | Rachel Ruysch           |      | Нідерланди         | Художниця                                                                             |
| Сара Сіддонс          | Sarah Siddons           |      |                    |                                                                                       |
| Єлизавета Сірані      | Elizabette Sirani       | 1638 | Італія             | Художниця болонської школи, очолювала художню майстерню після смерті батька           |
| Левіна Теерлінк       | Levina Teerling         | 1510 | Англія             | Придворна художниця                                                                   |
| Луїза Тоді            | Luiza Todi              | 1753 | Португалія         | Відома співачка, мецо-сопрано                                                         |
| Катеріна ван Гемессен | Caterina Van Hemessen   | 1528 | Нідерланди         | Художниця                                                                             |
| Марі Верньє           | Marie Venier            |      |                    |                                                                                       |
| Елізабет Віже-Лебрен  | Elizabeth Vigeé-Lebrun  | 1755 | Франція            | Найвідоміша художниця XVIII століття. Писала у стилі неокласицизму                    |
| Сабіна фон Штейнбах   | Sabina Von Steinbach    |      |                    |                                                                                       |

### 26.Анна Марія ван Схюрман— 28 імен
| Ім'я                            | Написання                | Нар.      | Місце      | Діяльність |
| ------------------------------- | ------------------------ | --------- | ---------- | --- |
| Марія Ґаетана Аньєзі            | Maria Agnesi             |           | Італія     | Математик та філософ |
| Маріана Алькофораду             | Marianna Alcoforado      |           | Португалія | Черниця та духовна письменниця |
| Анна Амалія Брауншвейзька       | Anna Amalia              | 1739      | Німеччина  | Герцогиня Саксен-Веймар-Ейзенахська, покровителька поетів, художників і вчених |
| Енн Еск'ю                       | Anne Askew               | 1520/1521 | Англія     | Поетеса, протестантка, страчена за єресь |
| Мері Естел                      | Mary Astell              |           |            | |
| Лаура Бассі                     | Laura Bassi              | 1711      | Італія     | |
| Енн Байнард                     | Anne Baynard             | 1672      | Англія     | Натурфілософ |
| Афра Бен                        | Aphra Behn               | 1640      | Англія     | Романістка і драматург, письменниця, феміністка та шпигунка |
| Елена Лукреція Корнаро Піскопія | Helen Cornaro            | 1646      | Італія     | Філософ, математик, астроном, музикантка та перекладачка |
| Ізабела Чорторийська            | Isabela Czartoryska      | 1746      | Польща     | Засновниця музею Чорторийських |
| Анна Дасьє                      | Anne Dacier              | 1720      | Франція    | Філософ, перекладачка |
| Марія з Агреди                  | Maria de Agreda          |           | Іспанія    | Монахиня |
| Луїза де Карвахал               | Luisa de Carvajal        | 1566      | Іспанія    | |
| Марі Лежар де Горне             | Marie le Jars de Gournay |           |            | |
| Бернадра де ла Серда            | Bernarda de la Cerda     | 1595      | Португалія | Письменниця, педагог, драматург, широко відома в Португалії та Іспанії поетеса |
| Марія де Міраміон               | Marie de Miramion        |           |            | |
| Луїза Готтшед                   | Luise Gottsched          | 1713      | Німеччина  | |
| Мадам Гюйон                     | Jeanne Marie Guyon       | 1648      | Франція    | Філософ. Найвизначніша представниця квієтизму |
| Сузанна Лоерті                  | Susanna Lorantffy        |           |            | |
| Батсуа Мейкін                   | Bathsua Makin            | Бл. 1600  | Англія     | Письменниця, феміністка |
| Лукреція Марінелла              | Lucretia Marinelli       | 1571      | Італія     | |
| Карітас Піркгеймер              | Charitas Pirckheimer     | 1467      |            | Абатиса часів Реформації. Протистояла Мартіну Лютеру |
| Бригітта Тотт                   | Bridget Tott             | 1610      | Данія      | Перша перекладачка римської (латинської) класики данською |
| Барбара Утманн                  | Barbara Uttman           | 1514      | Німеччина  | Підприємиця |
| Глікі з Гамельна                | Glueckel von Hameln      | 1646      | Німеччина  | Єврейська підприємиця, біографка, письменниця мовою їдиш |
| Гортензія фон Моос              | Hortensia von Moos       | 1659      | Швейцарія  | Швейцарська вчена, яка мала значні знання у багатьох галузях, включаючи теологію й медицину. Відома працями про становище жінок і вважається попередницею швейцарського жіночого руху |
| Марія Антонія Баварська         | Maria Antonia Walpurgis  |           |            | Курфюрстина Саксонії, композиторка, художниця, поетеса |
| Ханна Вулі                      | Hannah Woolley           | 1622      | Англія     | |

## Крило III: від Америки до Жіночої революції
Всього до Крила ІІІ належить 413 імен.

### 27.Енн Гатчінсон— 28 імен
| Ім'я                   | Написання              | Нар. | Місце            | Діяльність |
| ---------------------- | ---------------------- | ---- | ---------------- | --- |
| Ебігейль Адамс         | Abigail Adams          | 1744 | Массачусетс, США | Аболіціоністка, феміністка, поборниця жіночої освіти, перша леді США                                                                                              |
| Ганна Адамс            | Hannah Adams           | 1756 | США              | |
| Марі Александер        | Mary Alexander         |      |                  | |
| Пенелопа Баркер        | Penelope Barker        |      |                  | |
| Олена Блаватська       | Helen Blavatsky        | 1831 | Росія            | |
| Марія Бонавенчур Браун | Mary Bonaventure       |      |                  | |
| Анна Бредстріт         | Anne Bradstreet        | 1612 | США              | Перша американська поетеса |
| Маргарет Брент         | Margaret Brent         |      |                  | |
| Ганна Крокер           | Hannah Crocker         | 1752 | США              | |
| Марі де л'Інкарнасьйон | Marie de l'Incarnation |      |                  | |
| Мері Даєр              | Mary Dyer              |      |                  | |
| Мері Бейкер Едді       | Mary Baker Eddy        |      | CША              | Богословка та письменниця |
| Маргарет Фелл          | Margaret Fell Fox      |      |                  | |
| Мері Кетрін Годдард    | Mary Goddard           |      |                  | |
| Катерина Грін          | Catherine Greene       | 1755 | США              | Підтримувала винахідника Елі Вітні |
| Селіна Гастінгс        | Selin Hastings         |      |                  | |
| Генріетта Джонстон     | Henrietta Johnston     | 1674 | Англія           | |
| Анна Лі                | Ann Lee                | 1736 | США              | Засновниця руху шейкерів, яка проповідувала цноту і благочестя. Зазнавала переслідувань в Англії, а у подальшому і в Америці, куди переїхала у пошуках однодумців |
| Джудіт Мюррей          | Judith Murray          | 1751 | США              | Борчиня за права жінок, драматург, поетеса, есеїстка |
| Сара Міріам Піел       | Sarah Peale            |      |                  | |
| Маргарет Філіпсі       | Margaret Philipse      |      |                  | |
| Еліза Лукас Пінкні     | Eliza Lucas Pinckney   | 1722 | США              | Винахідниця, підприємиця, власниця плантацій, авторка барвника індиго                                                                                             |
| Моллі Пітчер           | Molly Pitcher          |      |                  | |
| Дебора Семпсон         | Deborah Sampson        | 1760 | США              | Переодяглась чоловіком і брала участь у Війні за незалежність США                                                                                                 |
| Мерсі Отіс Воррен      | Mercy Otis Warren      |      | CША              | Письменниця |
| Сузанна Веслі          | Susanna Wesley         |      |                  | |
| Філліс Вітлі           | Phillis Wheatley       |      |                  | |

### 28.Сакаджавея— 33 імені
| Ім'я                       | Написання                | Нар.            | Місце             | Діяльність |
| -------------------------- | ------------------------ | --------------- | ----------------- | --- |
| Анакаона                   | Anaconda                 | 1474            | Гаїті             | Вождиня племені таїно, писала вірші й пісні                                                                              |
| Авашонкс                   | Awashonks                | XVII століття   | Саконнет, США     | Вождиня племені Саконнет з Род-Айленда                                                                                   |
| Марія Бартола              | Maria Bartola            |                 |                   | |
| Ана Бетанкур               | Ana Betancourt           | 1832            | Куба              | Одна з перших феміністок Куби; брала участь у боротьбі за незалежність країни                                            |
| Капіллана                  | Capillana                | XV століття     | Перу              | Принцеса, що навернулась у католицтво                                                                                    |
| Розана Шоте                | Rosa Chouteau            |                 |                   | |
| Джозефа Ортіц де Домінгес  | Josefa de Dominguez      | 1773            | Мексика           | |
| Ізабель де Гевара          | Isabel de Guevara        | 1530            | Іспанія           | Відіграла важливу роль у розвитку іспанського поселення в дельті Ла-Плати                                                |
| Хуана Інес де ла Крус      | Juana de la Cruz         |                 | Мексика           | Поетеса, публіцистка, композиторка, черниця-єронімітка                                                                   |
| Ехіопіста                  | Ehyophsta                | Бл. 1868        | США, Чейєни       | Героїня битви на Бічер-Айленд, воювала з шошонами                                                                        |
| Канделарія Фігередо        | Candelaria Figueredo     | 1852            | Куба              | Кубинська героїня у боротьбі за незалежність                                                                             |
| Марія дель Рефуджіо Гарсія | Maria del Refugio Garcia |                 |                   | |
| Ховіта Ідар                | Jovita Idar              | 1885            | США               | |
| Марія Айова                | Marie Iowa               |                 |                   | |
| Каахуману                  | Kaahumanu                | 1768            | Королівство Гаваї | |
| Малінче                    | La Malinche              | Бл. 1505        | Мексика           | Перекладачка, інформаторка і наложниця Кортеса. Відіграла важливу роль у завоюванні Мексики іспанцями                    |
| Марія Монтойя Мартінес     | Maria Montoya Martinez   |                 |                   | |
| Карлота Матієнцо           | Carlota Matienzo         | 1881            | Пуерто-Рико       | Педагог, реформаторка шкільної системи, феміністка, суфражистка                                                          |
| Луїза Морено               | Luisa Moreno             | 1907            | США               | |
| Мері Масгроу               | Mary Musgrove            |                 |                   | |
| Ізабель Піночет            | Isabel Pinochet          | 1845            | Чилі              | |
| Покахонтас                 | Pocahontas               |                 |                   | |
| Магда Порталь              | Magda Portal             |                 |                   | |
| Марія Луїза Санчес         | Maria Luisa Sanchez      |                 |                   | |
| Лаура Торрес               | Laura Torres             |                 |                   | |
| Офелія Урібе де Акоста     | Ojelia Uribe de Acosta   |                 |                   | |
| Сааредра Віллануева        | Saaredra Villanueva      |                 |                   | |
| Андреа Вільяреаль          | Andres Villareal         | 1881            | Мексика, США      | Вчителька, поетеса й феміністка, яка разом з сестрою написала книгу La Mujer Moderna (ісл. Сучасна жінка)                |
| Тереза Вільяреал           | Teresa Villareal         |                 |                   | |
| Ненсі Ворд                 | Nancy Ward               |                 |                   | «Військова жінка» з племені черокі                                                                                       |
| Вітаму                     | Wetamoo                  | Бл. 1635        | Вампаноагі        | Знатна жінка з племені покасетів, яка пережила низку драматичних подій                                                   |
| Сара Віннемакка            | Sara Winnemuca           | 1841            |                   | Дочка вождя племені паютів, американська письменниця                                                                     |
| Хочітль                    | Xochitl                  | Бл. XI століття | Тольтеки          | Дружина Тенпанкальціна, царя тольтеків у 990—1040 роках. Допомогла йому згуртувати державу. За легендою загинула у битві |

### 29.Кароліна Гершель— 31 ім'я (акушерки)
| Ім'я                       | Написання                 | Нар.          | Місце              | Діяльність |
| -------------------------- | ------------------------- | ------------- | ------------------ | --- |
| Ката Бетлен                | Katherine Bethlen         | 1700          | Угорщина           | |
| Луїза Буржуа Буарсьє       | Louyse Bourgeois          | 1536          | Франція            | |
| Енні Джамп Кеннон          | Annie Jump Cannon         | 1863          | США                | Астроном |
| Маргарет Кевендіш          | Margaret Cavendish        |               |                    | |
| Елізабет Сельєр            | Mrs. Cellier              | 1668          | Англія             | Католичка, акушерка |
| Марія Коліне               | Marie Colinet             |               |                    | |
| Катаріна Крамер            | Frau Cramer               | 1656          | Німеччина          | Одна из перших німецьких та нідерландських акушерок. Записувала історію кожних прийнятих пологів, яких було понад 3000. Її праця знизила й дитячу, й материнську смертність |
| Марія Куніц                | Maria Cunitz              |               |                    | |
| Женев'єва Тіру д'Арконвіль | Genevieve D'Arconville    | 1720          | Франція            | Анатомістка, ілюстраторка |
| Мартіна де Бертеро         | Baroness de Beausaleil    | 1600          | Франція            | Гірська інженер, мінералознавиця |
| Анжеліка дю Кудро          | Angelique de Coudray      | 1712          | Франція            | Придворна акушерка при Людовику XV, навчила близько 4000 бідних француженок акушерській справі                                                                              |
| Жустіна Зігмунд            | Justine Dietrich          | 1636          | Німеччина          | |
| Емілі дю Шатле             | Emilie du Chatelet        | 1706          | Франція            | Математик і вчена-вчена-фізик, муза й натхненниця Вольтера |
| Жанна Дюме                 | Jeanne Dumeè              | XVII століття | Франція            | Французька астроном, письменниця |
| Софі Жермен                | Sophie Germain            |               |                    | |
| Енн Галкетт                | Anne Halkett              | 1623          | Англія             | Релігійна письменниця, залишила автобіографію |
| Мати Гаттон                | Mother Hutton             |               |                    | |
| Жозефіна Каблік            | Josephine Kablick         | 1787          | Імперія Габсбургів | Ботанікиня, палеонтолог |
| Марія Кірх                 | Maria Kirch               |               | Німеччина          | Астроном |
| Мері Лемб                  | Mary Lamb                 |               |                    | |
| Мария Анна П'еретта Польз  | Mary Lavoisier            |               |                    | |
| Луїза де Грас              | Louise le Gras            | 1591          | Франція            | |
| Ніколь-Рейн Лепот          | Hortense Lepaut           | 1723          | Франція            | Математик та астроном, відома під іменем Гортензия Лепот |
| Доротея Еркслебен          | Dorothea Leporin-Erxleben | 1715          | Німеччина          | Перша німецька жінка-лікарка |
| Жанна Манс                 | Jeanne Mance              | 1606          | Франція            | Медсестра, співзасновниця Монреаля |
| Анна Моранді Манцоліні     | Anna Manzolini            | 1714          | Італія             | Лекторка з анатомії й анатомічна скульпторка |
| Марта Мірс                 | Martha Mears              |               |                    | |
| Жустіна Райнер Мішель      | Renier Michiel            | 1755          | Італія             | Венеційська аристократка, інтелектуалка, вела активне соціальне життя, утримувала літературний салон, перекладала Шекспіра                                                  |
| Марія Мітчелл              | Maria Mitchell            | 1818          | США                | Перша жінка-астроном в США |
| Мері Сомервілль            | Mary Somerville           |               |                    | |
| Дороті Вордсворт           | Dorothy Wordsworth        | 1771          | Велика Британія    | Письменниця, поетеса, мемуаристка |

### 30.Мері Волстонкрафт— 34 імені
| Ім'я                        | Написання              | Нар. | Місце           | Діяльність |
| --------------------------- | ---------------------- | ---- | --------------- | --- |
| Джозефа Амар                | Josefa Amar            | 1749 | Іспанія         | Письменниця й педагог |
| Бріджит Бевен               | Bridget Bevan          | 1698 | Вельс           | Філантропка, засновниця валлійської системи шкіл                                                                         |
| Ізабелла Берд               | Isabella Bishop        | 1831 | Англія          | |
| Жанна-Луїза Кампан          | Jeanne Campan          | 1752 | Франція         | |
| Елізабет Картер             | Elizabeth Carter       | 1717 | Англія          | Поетеса й перекладачка                                                                                                   |
| Шарлотта Корде              | Charlotte Corday       | 1768 | Франція         | Шляхтянка. Убивця Жана-Поля Марата                                                                                       |
| Леонор д'Алмейда            | Leonor d'Almeida       | 1750 | Португалія      | Поетеса, політична діячка, перекладачка                                                                                  |
| Катерина Дашкова            | Yekaterina Dashkova    | 1743 | Росія           | Партнерка імператриці Катерини II та визначна постать російського Просвітництва. Одна з найосвіченіших жінок свого часу  |
| Олімпія де Гуж              | Olympe de Gouges       | 1748 | Франція         | Письменниця і журналістка, політична діячка, феміністка, авторка «Декларації прав жінки і громадянки» (1791)             |
| Марі Мадлен де Лафаєт       | Marie de Lafayette     | 1634 | Франція         | Письменниця, авторка роману «Принцеса Клевська», одного з перших романів у літературі                                    |
| Франсуаза д'Обіньє Ментенон | Francoise de Maintenon | 1635 | Франція         | |
| Теруань де Мерикур          | Theroigne de Mericourt | 1762 | Франція         | Діячка Великої Французької революції, яка виголошувала палкі промови у салонах, перед Національними Зборами й на вулицях |
| Маркіза де Помпадур         | Jeanne de Pompodour    | 1721 | Франція         | Легендарна фаворитка Людовика XV. Мала вплив на політику держави, опікувалась науками та мистецтвом                      |
| Жермена де Сталь            | Germaine de Stael      | 1766 | Франція         | Письменниця |
| Сілія Фіннес                | Celia Fiennes          | 1662 | Англія          | Мандрівниця, мемуаристка                                                                                                 |
| Елізабет Гамільтон          | Elizabeth Hamilton     | 1756 | Велика Британія | Есеїстка, поетеса, сатирикиня, письменниця                                                                               |
| Мері Гейс                   | Mary Hays              |      |                 | |
| Мері Менлі                  | Mary Manley            |      |                 | |
| Мері Монктон                | Mary Monckton          |      |                 | |
| Елізабет Монтегю            | Elizabeth Montagu      | 1718 | Велика Британія | Меценатка, соціальна реформаторка, входила до спілки Синя панчоха                                                        |
| Мері Вортлі Монтегю         | Mary Wortley Montague  |      |                 | |
| Ганна Мор                   | Hannah More            | 1745 | Англія          | |
| Сузанна Неккер              | Suzanne Necker         |      |                 | |
| Іда Пфайффер                | Ida Pfieffer           | 1797 | Австрія         | Мандрівниця й авторка книг. Була однією з перших жінок-мандрівниць                                                       |
| Кароліна Піхлер             | Karoline Pichler       | 1769 | Австрія         | |
| Мері Редкліфф               | Mary Radcliffe         |      |                 | |
| Манон Жанна Ролан           | Jeanne Manon Roland    | 1754 | Франція         | |
| Елісон Кокберн              | Alison Rutherford      | 1712 | Шотландія       | Поетеса, яка входила до літературних кіл Шотландії. Написала варіант шотландської народної пісні Flowers of the Forest   |
| Кароліна Шеллінг            | Caroline Schlegel      | 1763 | Німеччина       | Письменниця та перекладачка, муза кількох поетів і мислителів романтизму                                                 |
| Мері Шеллі                  | Mary Shelley           |      | Англія          | Письменниця, авторка першого фантастичного роману                                                                        |
| Естер Стенгоуп              | Hester Stanhope        | 1776 | Ізраїль         | |
| Марі Тюссо                  | Marie Tussaud          |      |                 | |
| Рахель Фарнгаген фон Ензе   | Rachel Varnhagen       |      |                 | |
| Елізабет Вісі               | Elizabeth Vesey        | 1715 | Англія          | Засновниця жіночого товариства Синя панчоха                                                                              |

### 31.Сожурне Трус— 19 імен
| Ім'я                   | Написання                  | Нар. | Місце   | Діяльність |
| ---------------------- | -------------------------- | ---- | ------- | --- |
| Маріан Андерсон        | Marian Anderson            |      |         | |
| Жозефіна Бейкер        | Josephine Baker            | 1906 | Франція | Танцюристка, співачка й акторка                                                                                          |
| Мері Маклеод Бетун     | Mary McLeod Bethune        |      |         | |
| Енн Елла Керрол        | Anne Ella Carroll          | 1815 | США     | |
| Мері Енн Шедд Кері     | Mary Ann Shadd Cary        |      |         | |
| Прюденс Крендалл       | Prudence Crandall          |      |         | |
| Мілла Гренсон          | Milla Granson              |      |         | |
| Анжеліна Грімке        | Angelina Grimke            | 1805 | США     | еміністкай аболіціоністка. Написала перший трактат про права жінок в історії США                                         |
| Сара Мур Грімке        | Sarah Grimke               |      |         | |
| Френсіс Гарпер         | Frances Harper             | 1825 | США     | Аболіціоністка, поетеса й письменниця                                                                                    |
| Зора Ніл Герстон       | Zora Neale Hurston         | 1891 | США     | Письменниця, представниця Гарлемського ренесансу                                                                         |
| Едмонія Льюїс          | Edmonia Lewis              | 1845 | США     | Афро-індіанка. Перша скульпторка у США, яка мала шанування держави                                                       |
| Мері Лівермор          | Mary Livermore             |      |         | |
| Бессі Сміт             | Bessie Smith               | 1894 | США     | Видатна блюз-співачка 1920—1930-х                                                                                        |
| Марія Стюарт           | Maria Stewart              |      |         | Королева Шотландії з 1560 до 1567                                                                                        |
| Гаррієт Бічер-Стоу     | Harriet Beecher Stowe      | 1811 | США     | Письменниця |
| Гаррієт Табмен         | Harriet Tubman             | 1820 | США     | Борчиня проти рабства та за соціальні реформи в США                                                                      |
| Маргарет Вашингтон     | Margaret Murray Washington |      |         | |
| Іда Белл Веллс-Барнетт | Ida B. Wells               | 1862 | США     | Афроамериканська журналістка, редакторка газети, суфражистка, соціолог, джорджістка і рання лідерка руху за права людини |

### 32.Сьюзен Ентоні— 46 імен
| Ім'я                    | Написання                 | Нар.     | Місце           | Діяльність |
| ----------------------- | ------------------------- | -------- | --------------- | --- |
| Софі Адельспер          | Baroness of Adlersparre   |          |                 | |
| Гунда Біг               | Gunda Beeg                | 1858     | Німеччина       | Засновниця руху з реформи жіночого одягу |
| Анні Безант             | Annie Wood Besant         | 1847     | Велика Британія | Політична діячка, борчиня за права жінок і самоврядування Індії та Ірландії |
| Еліс Стоун Блеквелл     | Alice Stone Blackwell     | 1857     | США             | Дочка Люсі Стоун, редакторка «Жіночого журналу» (Woman's Journal); брала участь у створенні Національної американської жіночої суфражистської асоціації |
| Барбара Бодішон         | Barbara Bodichon          | 1827     | Англія          | Художниця, викладачка, феміністка |
| Фредерика Бремер        | Frederika Bremer          | 1801     | Швеція          | Письменниця, мандрівниця, феміністка, педагог-просвітниця |
| Мінна Кант              | Minna Canth               | 1844     | Фінляндія       | Письменниця і громадська діячка |
| Керрі Чепмен Кетт       | Carrie Chapman Catt       | 1859     | США             | Суфражистка, яка домоглась запровадження 19-ї поправки до Конституції США (виборче право для жінок) |
| Мінна Коуер             | Minna Cauer               |          |                 | |
| Френсіс Павер Кобб      | Frances Power Cobbe       | 1822     | Ірландія        | Письменниця, суфражистка, суспільна діячка, борчиня за права тварин |
| Міллісент Фосетт        | Millicent Fawcett         |          |                 | |
| Августа Фікерт          | Augusta Fickert           | 1855     | Австрія         | Феміністка, соціальна реформаторка |
| Маргарет Форкгаммер     | Margarete Forchhammer     |          |                 | |
| Шарлотта Перкінс Гілмен | Charlotte Perkins Gilman  | 1860     | США             | Письменниця, соціолог, утопічна феміністка, була прикладом для прийдешніх поколінь завдяки неортодоксальному стилю життя |
| Віда Гольдштейн         | Vida Goldstein            | 1869     | Австралія       | Феміністка, політична діячка, виступала за право голосу й соціальні реформи для жінок. П'ять разів балотувалась до парламенту Австралії, боролась проти капіталізму й утисків аборигенів, за часів Першої світової війни закликала до миру                             |
| Ааста Хансен            | Hasta Hansteen            | 1824     | Норвегія        | |
| Амелія Голст            | Amelia Holst              | 1758     | Німеччина       | Феміністка й освітянка. Її часто називають німецькою Мері Волстонкрафт. Написала першу книгу німецькою про право жінок на освіту |
| Алетта Якобс            | Aletta Jacobs             | 1854     | Нідерланди      | Перша жінка, яка закінчила університет у Голландії, й перша жінка-науковиця-фізик у Нідерландах. Також боролась за права жінок, переклала книгу Шарлотти Перкінс Гілмен Жінки й економіка. Після Першої світової війни заснувала Жіночу міжнародну лігу миру і свободи |
| Енні Кінні              | Annie Kenney              | 1879     | Англія          | Суфражистка, видатна постать у WSPU |
| Елішка Красногорська    | Eliska Krasnohorska       | 1847     | Чехія           | Письменниця, поетеса, драматург, лібретистка та політична діячка |
| Мері Лі                 | Mary Lee                  |          |                 | |
| Берта Лутц              | Bertha Lutz               | 1894     | Бразилія        | Вчена-зоологиня. Одна з лідерок бразильського феміністичного руху |
| Констанція Люттон       | Constance Lytton          | 1869     | Велика Британія | Суфражистка, прибічниця реформ пенітенціарної системи, виборчого права для жінок, контролю народжуваності |
| Лукреція Мотт           | Lucretia Mott             | 1793     | США             | Cуфражистка |
| Мері Енн Мюллер         | Mary Mueller              |          |                 | |
| Керрі Нейшн             | Carrie Nation             | 1846     | США             | Поборниця тверезості, відзначалась радикальними методами: розбивала барні стійки сокирою |
| Кароліна Нортон         | Caroline Norton           | 1808     | Велика Британія | Письменниця, феміністка, прибічниця соціальних реформ |
| Луїза Отто-Петерс       | Louise Otto-Peters        |          |                 | |
| Кристабель Панкхерст    | Christabel Pankhurst      | 1880     | Англія          | Суфражистка, засновниця WSPU |
| Еммелін Панкгерст       | Emmeline Pankhurst        | 1858     | Англія          | Суфражистка. Борчиня за права жінок, мати Сильвії Панкхерст |
| Сильвія Панкгерст       | Sylvia Pankhurst          | 1882     | Велика Британія | Британська суфражистка і ліва комуністка, феміністська поетеса |
| Калліроя Паррен         | Kallirhoe Parren          | 1859     | Греція          | Заснувала феміністський рух в Афінах, випускала газету, домоглась вступу жінок до Афінського університету |
| Еліс Пол                | Alice Paul                | 1885     | США             | Одна з лідерок американського руху суфражисток, запропонувала відповідну поправку до Конституції США та заснувала Національну жіночу партію |
| Енні Сміт Пек           | Annie Smith Peck          | 1835     | США             | Альпіністка |
| Еммеліна Петік-Лоренс   | Emmeline Pethick-Lawrence | 1867     | Велика Британія | Активістка, борчиня за права жінок |
| Адельгейд Попп          | Adelheip Popp             | 1869     | Відень, Австрія | Лідерка жіночого руху серед австрійських соціалістів, член уряду |
| Кет Шрімахер            | Kathe Schirmacher         | 1858     | Німеччина       | Науковиця, читала лекції з культури Німеччини, співзасновниця Всесвітньої асоціації суфражисток |
| Августа Шмідт           | Augusta Schmidt           | 1833     | Німеччина       | Феміністка, активістка, журналістка, просвітниця |
| Кейт Шепард             | Katherine Sheppard        | 1847     | Нова Зеландія   | Суфражистка |
| Елізабет Кеді Стентон   | Elizabeth Cady Stanton    | 1815     | США             | Соціальна активістка, аболіціоністка, одна з лідерок раннього періоду руху за права жінок |
| Люсі Стоун              | Lucy Stone                | 1818     | США             | Ораторка, письменниця, аболіціоністка та суфражистка |
| Мері Черч Террел        | Mary Church Terrell       |          |                 | |
| Александра Гріпенберг   | Alexandra van Grippenberg | Бл. 1857 | Фінляндія       | Одна з перших поборниць тверезості й жіночих прав. Заснувала фінську гілку Міжнародної ради жінок |
| Френсіс Віллар          | Frances Willard           | 1839     | США             | Суфражистка, педагог, впливала на ухвалення 18-ї та 19-ї поправок до конституції США |
| Вікторія Вудгулл        | Victoria Woodhull         | 1838     | США             | Лідерка американського руху суфражисток. Відстоювала восьмигодинний робочий день, прогресивний податок на прибуток, тантьєму, програми соціального забезпечення. 1872 балотувалась на пост президента США                                                              |
| Френсіс Райт            | Frances Wright            | 1795     | США             | Лекторка, письменниця, феміністка, аболіціоністка, соціальна реформаторка |

### 33.Елізабет Блеквелл— 42 імені
| Ім'я                      | Написання                   | Нар.           | Місце           | Діяльність |
| ------------------------- | --------------------------- | -------------- | --------------- | --- |
| Елізабет Гарретт Андерсон | Elizabeth Anderson          | 1836           | Англія          | Лікарка, феміністка, хірург. Співзасновниця першого британського шпиталю з жіночим персоналом, перша дипломована жінка-лікарка у Франції, перша жінка-мер у Великій Британії                                 |
| Клара Бартон              | Clara Barton                | 1821           | США             | Засновниця Американського Червоного хреста |
| Меріенн Бет               | Marianne Beth               |                |                 | |
| Емілі Блеквелл            | Emily Blackwell             | 1826           | США             | Одна з перших дипломованих лікарок-жінок у США |
| Мері Мадлен Софі Бланшар  | Sophie Blanchard            |                |                 | |
| Марія Буві                | Marie Bovin                 |                |                 | |
| Едіт Кевелл               | Edith Cavell                | 1865           | Велика Британія | Медсестра, патріотка, під час Першої світової війни врятувала 200 британських солдат з окупованої Бельгії, за що була розстріляна німцями                                                                    |
| Марія Склодовська-Кюрі    | Marie Curie                 |                |                 | Фізик та хімік, відкривачка радію, дворазова Нобелівська лауреатка |
| Бейб Захаріас             | Babe Didrikson              | 26 червня 1911 | США             | Відзначилась у багатьох видах спорту у середині XX століття. Олімпійська золота медалістка; у першій десятці безлічі списків найвидатніших атлетів                                                           |
| Марія Дюже                | Marie Duges                 | 1730           |                 | |
| Марія Дюроше              | Marie Durocher              |                |                 | |
| Амелія Ергарт             | Amelia Earhart              | 1897           | США             | Льотчиця, ораторка, письменниця, журналістка та популяризаторка авіації, боролася за права жінок |
| Емілі Фейтфул             | Emily Faithful              | 1835           | Англія          | Публіцистка, борчиня за права жінок |
| Алтея Гібсон              | Althea Gibson               | 1927           | США             | Перша афроамериканка, яка брала участь у Вімблдонському турнірі та Відкритому чемпіонаті США з тенісу, а також перша афроамериканка, яка увійшла до складу Жіночої професійної асоціації гольфу              |
| Шарлотта Гест             | Charlotte Guest             | 1812           | Велика Британія | Підприємиця й перекладачка. Вперше переклала «Мабіногіон» англійською |
| Саломія Русецька          | Salomée Halpir              |                |                 | |
| Джейн Еллен Гаррісон      | Jane Harrison               | 1850           | Велика Британія | Антикознавиця, лінгвістка, феміністка |
| Софія Гіт                 | Sophia Heath                |                |                 | |
| Марія Гейм-Фьоґтлін       | Marie Heim-Vögtlin          |                | Швейцарія       | Лікарка |
| Соня Гені                 | Sonja Henie                 |                |                 | |
| Кейт Кемпбелл Херд-Мід    | Kate Campbell Hurd-Mead     | 1867           | США             | Феміністка, акушерка |
| Ірен Жоліо-Кюрі           | Irene Joliot-Curie          | 1897           | Франція         | Фізик, Нобелівська лауреатка |
| Елін Калліо               | Elin Kallio                 | 1859           | Фінляндія       | Гімнастка. Засновниця гімнастичного руху у Фінляндії |
| Бетсі К'єлсберг           | Betsy Kjelsberg             | 1866           | Норвегія        | Політична діячка-лібералка |
| Софія Ковалевська         |                             |                | Росія           | Математик, письменниця і публіцистка |
| Марія Лашапель            | Marie la Chapelle           |                |                 | |
| Ребекка Лі                | Rebecca Lee                 |                |                 | |
| Бельва Енн Локвуд         | Belva Lockwood              | 1830           | США             | Юристка, письменниця, політична діячка |
| Аліса Мійо                | Madame A. Milliat           | 1884           | Франція         | Засновниця Міжнародної жіночої спортивної федерації, а також Всесвітніх жіночих ігор, що їх назвали Жіночою Олімпіадою. За її сприяння на Олімпіаді 1928 року вперше взяли участь жінки (у змаганнях з бігу) |
| Марґарет Мюррей           | Margaret Murray             |                |                 | |
| Флоренс Найтінгейл        | Florence Nightingale        | 1820           | Велика Британія | Суспільна діячка. Сестра милосердя. Після Кримської війни стала національною героїнею |
| Еммі Нетер                | Emmy Noether                | 1882           | США, Німеччина  | Математик, вчена-фізик. Авторка абстрактної алгебри |
| Сузан ла Флеше Пікотте    | Susan la Flesche Piccotte   |                |                 | |
| Марі Попелін              | Marie Popelin               |                |                 | |
| Клеманс Августа Ройє      | Clemence Royer              | 1830           | Франція         | Письменниця, діячка освіти, перекладачка. Переклала «Походження видів» Дарвіна французькою |
| Ганна Шабанова            | Anna Schabanoff             | 1848           | Росія           | Піонерка російської педіатрії, феміністка |
| Емілі Снетлейдж           | Emilie Snethlage            | 1868           | Бразилія        | Ботанікиня та орнітологиня, дослідниця Амазонки |
| Міранда Стюарт            | Miranda Stuart              |                |                 | |
| Амелія Вілья              | Amelia Villa                | 1900           | Болівія         | Перша жінка-лікарка з Болівії |
| Доротея фон Родде-Шльоцер | Dorothea von Rodde-Schlözer | 1770           | Німеччина       | Перша німецька жінка, яка отримала вчений ступінь доктора філософії |
| Мері Вокер                | Mary Walker                 |                |                 | |
| Наталі Занд               | Nathalie Zand               |                |                 | |

### 34.Емілі Дікінсон— 26 імен (літераторки)
| Ім'я                          | Написання                    | Нар. | Місце           | Діяльність |
| ----------------------------- | ---------------------------- | ---- | --------------- | --- |
| Джейн Остін                   | Jane Austen                  | 1775 | Англія          | Письменниця |
| Джоанна Бейлі                 | Joanne Baillie               | 1762 | Велика Британія | |
| Елізабет Беккер               | Elizabeth Bekker             | 1738 | Нідерланди      | Письменниця, відома як Бетті Вольфф. Після смерті чоловіка працювала у співавторстві з Ааг'є Декен                               |
| Шарлотта Бронте               | Charlotte Brontë             | 1816 | Англія          | Поетеса та романістка. Писала під псевдонімом, щоб уникнути лестощів й упередженості                                             |
| Емілі Бронте                  | Emily Brontë                 | 1818 | Англія          | Поетеса та письменниця |
| Френсі Брук                   | Frances Brooke               | 1724 | Англія          | Письменниця, сценаристка, перекладачка                                                                                           |
| Елізабет Баррет Браунінг      | Elizabeth Barrett Browning   | 1806 | Англія          | Поетеса вікторіанської доби |
| Фанні Берні                   | Fanny Burney                 | 1752 | Англія          | Письменниця. «Мати англійської прози»                                                                                            |
| Енн Кло                       | Anne Clough                  | 1820 | Англія          | Суфражистка, борчиня за права жінок на вищу освіту                                                                               |
| Альбертина Неккер де Соссюр   | Albertine Necker de Saussure | 1766 | Франція         | Родичка Жермени де Сталь, разом з нею писала книги й залишила спогади про неї. Поборниця прав жінок і фізичного виховання дівчат |
| Ельжбета Дружбацька           | Elizabeth Druzbacka          | 1695 | Польща          | Поетеса та письменниця |
| Марія Еджворт                 | Maria Edgeworth              |      |                 | |
| Джордж Еліот (Мері Енн Еванс) | George Eliot                 | 1819 | Англія          | Письменниця, перекладачка, журналістка                                                                                           |
| Маргарет Фуллер               | Margaret Fuller              | 1810 | США             | Феміністка, письменниця, поетеса, журналістка                                                                                    |
| Анна Луїза Карш               | Anna Karsch                  | 1722 | Німеччина       | |
| Мері Ліон                     | Mary Lyon                    |      |                 | |
| Герріет Мартіно               | Harriet Martineau            | 1802 | Англія          | |
| Гедвіг Шарлотта Норденфлюхт   | Hedwig Nordenflycht          | 1718 | Швеція          | |
| Недєля Пєткова                | Baba Petkova                 | 1826 | Болгарія        | Піонерка жіночої освіти. Організувала перші школи для дівчат у Болгарії                                                          |
| Крістіна Россетті             | Christina Rossetti           | 1830 | Англія          | Поетеса |
| Сузанна Роусон                | Susanna Rowson               |      |                 | |
| Жорж Санд                     | George Sand                  | 1804 | Франція         | Письменниця |
| Пальне Вереш                  | Hermine Veres                | 1815 | Угорщина        | Педагог і феміністка, засновниця першої в Угорщині середньої школи для дівчат                                                    |
| Беттіна фон Арнім             | Bettina von Arnim            | 1785 | Німеччина       | Письменниця доби романтизму |
| Берта фон Зуттнер             | Bertha von Suttner           | 1843 | Австрія         | Письменниця, лідерка пацифістського руху, перша жінка-лауреатка Нобелівської премії миру                                         |
| Емма Віллард                  | Emma Willard                 | 1787 | США             | Феміністка, присвятила життя розвитку освіти                                                                                     |

### 35.Етель Сміт— 21 ім'я (музикантки)
| Ім'я                        | Написання                      | Нар. | Місце           | Діяльність |
| --------------------------- | ------------------------------ | ---- | --------------- | --- |
| Ельфрида Андреє             | Elfrida Andrée                 | 1841 | Швеція          | Головна органістка кафедрального собору, композиторка, диригентка, перша у Швеції телеграфістка                                                             |
| Емі Біч                     | Amy Beach                      | 1867 | США             | Американська піаністка й перша жінка-композиторка у США |
| Антоніа Бембо               | Antonia Bembo                  | 1640 | Італія          | Композиторка і співачка |
| Фаустина Бордоні            | Faustina Bordoni               | 1697 | Італія          | Венеційська співачка мецо-сопрано |
| Лілі Буланже                | Lili Boulanger                 | 1893 | Франція         | |
| Надя Буланже                | Nadia Boulanger                |      | Франція         | Композиторка і викладачка |
| Антонія Бріко               | Antonia Brico                  | 1902 | Нідерланди      | Диригентка, піаністка |
| Маргеріт-Антуанетта Куперін | Marguerite-Antoinette Couperin |      |                 | |
| Маргерита-Луїза Куперін     | Marguerite-Louise Couperin     |      |                 | |
| Елізабет Жаке де ла Герр    | Elizabeth de la Guerre         | 1665 | Франція         | Клавесиністка й композиторка. Перша французька жінка, яка написала оперу                                                                                    |
| Маргарет Дессофф            | Margarethe Dessoff             |      |                 | |
| Софі Дрінкер                | Sophie Drinker                 |      |                 | |
| Луїза Фарранк               | Jeanne Louis Farrenc           | 1804 | Франція         | Піаністка, композиторка й педагог |
| Карлотта Феррарі            | Carlotta Ferrari               | 1837 | Італія          | Оперна композиторка |
| Ванда Ландовська            | Wanda Landowska                | 1879 | Польща, Франція | Музикантка, чиї виступи, записи й уроки гри на клавесині відіграли значну роль у відродженні популярності того музичного інструменту на початку XX століття |
| Єнні Лінд                   | Jenny Lind                     | 1820 | Швеція          | Оперна співачка-сопрано, «шведський соловей» |
| Фанні Мендельсон            | Fanny Mendelssohn              | 1805 | Німеччина       | Співачка, піаністка, композиторка |
| Роуз Муні                   | Rose Mooney                    |      |                 | |
| Клара Шуман                 | Clara Schumann                 | 1819 | Німеччина       | Піаністка, композиторка, музична педагог |
| Марія Терезія фон Парадіс   | Maria Theresia von Paradis     |      |                 | |
| Мері Лу Вільямс             | Mary Lou Williams              |      |                 | |

### 36.Маргарет Сенгер— 40 імен (політикині)
| Ім'я                        | Написання                | Нар.       | Місце             | Діяльність |
| --------------------------- | ------------------------ | ---------- | ----------------- | --- |
| Лаура Джейн Аддамс          | Jane Addams              | 1860       | США               | Лауреатка Нобелівської премії миру |
| Інеса Арманд                | Inesse Armand            | 1874       | Росія             | Революціонерка, довірена особа Леніна |
| Сильвія Ештон-Ворнер        | Sylvia Ashton-Warner     |            |                   | |
| Анжеліка Балабанова         | Angelica Balbanoff       | 1878       | Україна           | Революціонерка. Відігравала важливу роль в Італійській соціалістичній партії, згодом була активною учасницею більшовицької партії |
| Катаріна Бічер              | Catherine Beecher        | 1800       | США               | Освітянка, ідеологиня створення дитячих садків |
| Рут Бенедикт                | Ruth Benedict            | 1887       | США               | Американська антрополог, етнологиня і фольклористка |
| Катерина Брешко-Брешковська | Yekaterina Breshkovskaya | 1844       | Росія             | Революціонерка. «Бабуся» російської революції |
| Рейчел Карсон               | Rachel Carson            | 1907       | США               | Біологиня, екологічна активістка, письменниця |
| Доротея Лінда Дікс          | Dorothea Dix             | 1802       | США               | Борчиня за права людей з психічними розладами, сприяла створенню Плану Кіркбрайда |
| Віра Фігнер                 | Vera Figner              | 1852       | Росія             | Революціонерка-народниця. Була лідеркою «Народної волі», брала участь у плануванні кількох терористичних актів, у тому числі й убивства царя Олександра II 1881 року                                                                     |
| Елізабет Флінн Герлі        | Elizabeth Gurley Flynn   | 1890       | США               | Суфражистка, комуністка, одна з засновниць Американського союзу захисту громадянських свобод |
| Елізабет Фрай               | Elizabeth Fry            | 1780       | Англія            | Соціальна реформаторка в'язниць і соціальної сфери, квакерка, християнська філантропка, феміністка. Мала прізвисько «Янгол в'язниць» |
| Емма Гольдман               | Emma Goldman             | 1869       | США               | Анархістка та феміністка |
| Долорес Ібаррурі            | Dolores Ibarruri         | 1895       | Іспанія, СРСР     | Політикиня, комуністка, республіканка, учасниця громадянської війни в Іспанії, перший секретар Комуністичної партії Іспанії |
| Мері Гарріс                 | Mary «Mother» Jones      | 1830/ 1837 | Ірландія, США     | Впливова громадська діячка, активістка профспілкового руху |
| Рахель Шазар-Кацнельсон     | Rachel Katznelson        |            |                   | |
| Гелен Келлер                | Helen Keller             | 1880       | США               | Сліпоглуха письменниця, викладачка, суспільна діячка |
| Олександра Коллонтай        | Aleksandra Kollantay     | 1872       | Росія             | Феміністка і соціалістка. Втекла з Росії 1905 року, жила у Німеччині, захищаючи інтереси жінок. Після перевороту 1917 року повернулась до Росії й отримала пост народного комісара суспільного нагляду                                   |
| Надія Крупська              | Nadezhda Krupskaya       | 1869       | Росія, СРСР       | Більшовицька революціонерка, організаторка радянської системи освіти, громадська діячка |
| Роза Люксембург             | Rosa Luxemburg           | 1871       | Німеччина, Росія  | Польська теоретик марксизму, соціалістська філософ, революціонерка |
| Маргарет Мід                | Margaret Mead            | 1901       | США               | Антропологиня, психолог, гендерна дослідниця |
| Голда Меїр                  | Golda Meir               | 1898       | Україна, Ізраїль  | Політикиня. Прем'єр-міністерка Ізраїлю, послідовно обіймала кілька міністерських посад |
| Луїза Мішель                | Louise Michel            | 1830       | Франція           | Революціонерка, вчителька, письменниця, поетеса |
| Катті Мьоллер               | Katti Moeler             | 1868       | Норвегія          | Феміністка, борчиня за права дітей і репродуктивні права. «Адвокатка матерів» |
| Марія Монтессорі            | Maria Montessori         | 1870       | Італія            | Лікарка, освітянка, перша італійка, що стала докторкою медицини. Авторка системи розвитку дітей |
| Федеріка Мунцень-і-Мане     | Federica Montseny        | 1905       | Іспанія           | Анархістка. Під час соціальної революції була міністеркою охорони здоров'я |
| Емма Патерсон               | Emma Paterson            | 1848       | Англія            | Феміністка, трейд-юніоністка |
| Френсіс Перкінс             | Frances Perkins          | 1880       | США               | Політикиня. Перша жінка у кабінеті міністрів США. Міністерка праці |
| Софія Перовська             | Sofia Perovskaya         | 1853       | Росія             | Революціонерка-народниця, одна з відомих діячів «Народної Волі» |
| Габріель Петі               | Gabrielle Petit          | 1893       | Бельгія           | Розвідниця. Бельгійська національна героїня |
| Жанетт Ренкін               | Jeannette Rankin         | 1880       | США               | Політична діячка, громадська діячка та феміністка. Перша жінка у Конгресі |
| Еллен Своллоу Річардс       | Ellen Richards           | 1842       | США               | Хімікиня-технологиня, феміністка, засновниця економічного фемінізму. Перша жінка-викладачка у Массачусетському університеті, перша жінка з ученим ступенем з хімії                                                                       |
| Елеонора Рузвельт           | Eleanor Roosevelt        | 1884       | США               | Громадська та політична діячка, Перша леді США, пропагувала Новий курс. Феміністка, публіцистка, письменниця, правозахисниця |
| Агустіна де Арагон          | Augustina Saragossa      | 1786       | Іспанія           | Офіцерка армії. Героїня іспанської війни за незалежність |
| Ганна Сенеш                 | Hannah Senesh            | 1921       | Угорщина, Ізраїль | |
| Мері Стоупс                 | Marie Stopes             | 1880       | Велика Британія   | Письменниця, науковиця-палеоботанік, активістка за права жінок |
| Генріетта Сольд             | Henrietta Szold          | 1860       | США, Ізраїль      | |
| Беатриса Вебб               | Beatrice Webb            | 1858       | Велика Британія   | Економістка, письменниця |
| Віра Засулич                | Vera Zasulich            | 1849       | Росія             | Марксистська письменниця й революціонерка. 1883 року брала участь у заснуванні «Визволення праці», першої російської марксистської групи. Працювала у редакції «Іскри». Після розколу РСДРП 1903 року стала лідеркою фракції меньшовиків |
| Клара Цеткін                | Clara Zetkin             | 1857       | Німеччина         | Політична діячка, революціонерка, феміністка, комуністка, одна з засновників КПН |

### 37.Наталі Барні— 27 імен
| Ім'я                                       | Написання                | Нар.      | Місце           | Діяльність |
| ------------------------------------------ | ------------------------ | --------- | --------------- | --- |
| Джуна Барнс                                | Djuna Barnes             | 1892      | США             | Письменниця, відіграла важливу роль у становленні англійського модернізму                                                                  |
| Еліс Пайк Барні                            | Alice Pike Barney        | 1857      | США             | Мати Наталі Барні, художниця й філантропка, господарка салону у Вашингтоні. Заповіла свій будинок з усім вмістом Смітсонівському інституту |
| Енн Бонні                                  | Anne Bonney              | 1700—1702 | Ірландія        | Піратка, яка займалась грабунком кораблів у Карибському морі. Окрім того, прославилась любовними пригодами й мистецтвом фехтування         |
| Ромейн Брукс                               | Romaine Brooks           |           | США, Франція    | Художниця |
| Елеанор Батлер                             | Eleanor Butler           | 1739      | Ірландія        | |
| Софі де Кондорсе                           | Sophie de Condorcet      | 1764      | Франція         | Господиня світських салонів, письменниця, перекладачка та феміністка                                                                       |
| Стефані-Фелісіте Дюкре де Сент-Обен Жанліс | Stephanie de Genlis      |           |                 | |
| Нінон де Ланкло                            | Ninon de L'Enclos        | 1620      | Франція         | Куртизанка та письменниця |
| Жулі де Леспінас                           | Julie de Lespinasse      | 1732      | Франція         | |
| Катерина, маркіза де Рамбує                | Catherine de Rambouillet | 1588      | Франція         | Господарка літературного салону часів Людовика XIV                                                                                         |
| Мадлен де Сабль                            | Madeleine de Sable       |           |                 | |
| Мадлен де Скюдері                          | Madeleine de Scudéry     | 1607      | Франція         | Письменниця |
| Марі де Севіньє                            | Marie de Sévigné         | 1626      | Франція         | Письменниця |
| Клодіна Герен де Тансен                    | Claudine de Tencin       | 1682      | Франція         | Куртизанка й письменниця. Рідна мати Д'Аламбера                                                                                            |
| Марі дю Деффан                             | Marie du Deffand         |           |                 | |
| Марія Тереза Роде (Жофрен)                 | Marie Geoffrin           |           |                 | |
| Редкліфф Голл                              | Radclyffe Hall           | 1880      | Велика Британія | Поетеса і письменниця. Найвідоміша завдяки романові «Криниця самотності», новаторському творові у лесбійській літературі                   |
| Мата Харі                                  | Mata Hari                | 1876      | Нідерланди      | Танцюристка, куртизанка та одна з найвідоміших шпигунок Першої світової війни                                                              |
| Луїза Лабе                                 | Louise Labé              | 1526      | Франція         | Французька поетеса |
| Сара Понсоблі                              | Sarah Ponsonby           | 1755      | Ірландія        | |
| Мері Рід                                   | Mary Read                |           |                 | |
| Жульєтта Рекам'є                           | Jeanne Recamier          | 1777      | Франція         | Господарка літературно-політичного салону, що на той час був інтелектуальним центром Парижа                                                |
| Марі Салле                                 | Marie Sallé              |           |                 | |
| Лу Андреас-Саломе                          | Lou Andreas Salomé       | 1861      | Німеччина       | |
| Гертруда Стайн                             | Gertrude Stein           | 1874      | США, Франція    | Письменниця і поетеса |
| Крістіна Тривульціо Бельджойозо            | Cristina Trivulzio       | 1808      | Італія          | Княгиня. Письменниця, журналістка, діячка боротьби за незалежність від Австрії                                                             |
| Рене Вів'єн                                | Renee Vivien             |           |                 | |

### 38.Вірджинія Вульф— 28 імен
| Ім'я                     | Написання               | Дата народження | Місце                     | Діяльність |
| ------------------------ | ----------------------- | --------------- | ------------------------- | --- |
| Ганна Арендт             | Hannah Arendt           | 1906            | Німеччина                 | |
| Вілла Катер              | Willa Cather            | 1873            | США                       | Письменниця, відома романами про життя Фронтира на Великих Рівнинах |
| Колетт                   | Colette                 | 1873            | Франція                   | Письменниця, одна з зірок Прекрасної епохи |
| Симона де Бовуар         | Simone de Beauvoir      |                 | Франція                   | Феміністська письменниця, інтелектуалка, філософ-екзистенціалістка, політична активістка, соціальна теоретик. Авторка полемічного роману Друга стать (1949), що започаткував другу хвилю фемінізму                                                       |
| Берта Дайнер             | Helen Diner             | 1874            | Австрія                   | |
| Карен Бліксен            | Isak Dinesen            | 1885            | Данія                     | |
| Лорейн Генсберрі         | Lorraine Hansberry      | 1930            | США                       | |
| Карен Горні              | Karen Horney            | 1885            | США                       | Психологиня-неофрейдистка, засновниця феміністичного психоаналізу |
| Мері Естер Гардінг       | Mary Esther Karding     |                 |                           | |
| Сельма Лагерлеф          | Selma Lagerlof          | 1858            | Швеція                    | Письменниця, авторка художніх, історичних і краєзнавчих книг. Перша жінка-письменниця, відзначена Нобелівською премією з літератури |
| Сюзанна Лангер           | Suzanne Langer          |                 | CША                       | Філософ, письменниця та вчителька |
| Доріс Лессінг            | Doris Lessing           | 1919            | Зімбабве, Велика Британія | Феміністська письменниця, поетеса, сценаристка, лібреттистка, лавреатка Нобелівської премії з літератури |
| Една Сент-Вінсент Міллей | Edna St. Vincent Millay | 1892            | США                       | Поетеса і драматург, феміністка. Перша жінка — лауреатка Пулітцерівської премії з поезії |
| Габріела Містраль        | Gabriela Mistral        | 1889            | Чилі                      | Феміністська поетеса, просвітниця, дипломатка, лауреатка Нобелівської премії з літератури (1945) |
| Анаїс Нін                | Anaïs Nin               | 1903            | Європа, США               | Письменниця, авторка щоденника. Одна з перших жінок-авторок еротичних творів |
| Емілія Пардо Басан       | Emilia Pardo-Bazán      | 1851            | Іспанія                   | Письменниця |
| Дороті Річардсон         | Dorothy Richardson      | 1873            | Велика Британія           | Письменниця, журналістка |
| Неллі Закс               | Nelly Sachs             | 1891            | Німеччина, Швеція         | Німецька поетеса, лауреатка Нобелівської премії з літератури |
| Віта Секвілл-Вест        | Vita Sackville West     | 1892            | Англія                    | Письменниця, поетеса, садівниця й аристократка, чий вдалий 50-річний бісексуальний відкритий шлюб шокував суспільство. Муза Вірджинії Вульф. |
| Олівія Шрейнер           | Olive Schreiner         |                 |                           | |
| Едит Луїза Сітвелл       | Edith Sitwell           | 1887            | Англія                    | Поетеса, прозаїкиня, літературний критик |
| Агнес Смедлі             | Agnes Smedley           | 1892            | США                       | Письменниця, журналістка та феміністка. 1920 року брала участь у відкритті першої у Німеччині контрацептивної клініки. Мандрувала світом, повідомляючи про порушення прав людини. Авторка автобіографії й нарисів про Китай у роки Другої світової війни |
| Альфонсина Сторні        | Alfonsina Storni        | 1892            | Аргентина                 | Поетеса, акторка, педагог і феміністка. Заснувала Аргентинську спілку письменників. Намагалась вилікуватись від раку грудей, після чого покінчила з собою                                                                                                |
| Сігрід Унсет             | Sigrid Undset           | 1882            | Норвегія                  | Письменниця, лауреатка Нобелівської премії |
| Сімона Вейль             | Simone Weil             | 1909            | Франція                   | Французька філософ, християнська містикиня, громадська активістка |
| Ребекка Вест             | Rebecca West            |                 |                           | |
| Едіт Вортон              | Edith Wharton           | 1862            | США                       | Письменниця та дизайнерка, лауреатка Пулітцерівської премії |
| Адела Замудіо            | Adela Zambudia-Ribero   | 1854            | Кочабамба, Болівія        | Поетеса, інтелектуалка й засновниця болівійського феміністського руху |

### 39.Джорджія О'Кіф— 38 імен
| Ім'я                    | Написання              | Нар. | Місце            | Діяльність |
| ----------------------- | ---------------------- | ---- | ---------------- | --- |
| Дороті Арзнер           | Dorothy Arzner         | 1897 | США              | Кінорежисерка, перша жінка в американській гільдії кінорежисерів                                                                 |
| Марія Башкирцева        | Marie Bashkirtsev      |      | Україна, Франція | Художниця, скульпторка та письменниця, авторка відомого щоденника                                                                |
| Сара Бернар             | Sarah Bernhardt        |      | Франція          | Акторка, скульпторка та письменниця                                                                                              |
| Роза Бонер              | Rosa Bonheur           |      | Франція          | Художниця та скульпторка |
| Джулія Маргарет Кемерон | Julia Cameron          | 1815 | Велика Британія  | Фотографка вікторіанської доби                                                                                                   |
| Емілі Карр              | Emily Carr             | 1871 | Канада           | Художниця та письменниця, писала побут індіанців, а також пейзажі та ландшафти. Одна з перших письменниць у Британській Колумбії |
| Мері Кассат             | Mary Cassatt           | 1844 | США              | Художниця та фотографка-імпресіоністка                                                                                           |
| Імоджен Каннінгем       | Imogen Cunningham      | 1883 | США              | Фотографка |
| Соня Делоне             | Sonia Delaunay         | 1885 | Україна, Франція | Художниця та дизайнерка |
| Майя Дерен              | Maya Deren             | 1917 | США              | Режисерка та акторка незалежного кіно, хореографка, етнографиня, поетеса, теоретик авангарду                                     |
| Айседора Дункан         | Isadora Duncan         | 1877 | США              | Балерина, хореографка та письменниця, основоположниця вільного танцю                                                             |
| Елеонора Дузе           | Eleanor Duse           | 1858 | Італія           | Велика акторка |
| Едіт Еванс              | Edith Evans            | 1888 | Велика Британія  | Акторка, триразова номінантка на Оскар, володарка BAFTA й «Золотого глобусу»                                                     |
| Наталія Гончарова       | Natalia Goncharova     | 1881 | Росія, Франція   | Художниця-авангардистка |
| Марта Грем              | Martha Graham          | 1894 | США              | |
| Ейлін Грей              | Eileen Gray            | 1879 | Ірландія         | Дизайнерка, архітекторка, піонерка модерну                                                                                       |
| Софія Гейден            | Sophia Hayden          | 1868 | США              | Архітекторка |
| Кетрін Гепберн          | Katharine Hepburn      | 1907 | США              | Найвидатніша акторка в історії Голівуду. Чотириразова володарка Оскару (з 12 номінацій).                                         |
| Барбара Гепворт         | Barbara Hepworth       | 1903 | Англія           | Скульпторка-абстракціоністка |
| Ханна Хьох              | Hannah Hoch            | 1889 | Німеччина        | |
| Герріет Госмер          | Harriet Hosmer         | 1830 | США              | Скульпторка |
| Фріда Кало              | Frida Kahlo            | 1907 | Мексика          | Художниця-сюрреалістка, культурна та національна діячка, феміністка, бісексуальна ЛГБТ-ікона                                     |
| Іда Камінська           | Ida Kaminska           | 1899 | Польща           | Акторка |
| Гертруда Кезебір        | Gertrude Kasebier      | 1852 | США              | Фотографка, одна з найбільших майстринь пікторіалізму                                                                            |
| Кете Колльвіц           | Kathe Kollwitz         | 1867 | Німеччина        | Художниця, графікеса, скульпторка                                                                                                |
| Доротея Ланж            | Dorothea Lange         | 1895 | США              | Фотографка, фотожурналістка |
| Марі Лорансен           | Marie Laurencin        | 1883 | Франція          | Художниця і граверка, художниця театру                                                                                           |
| Мері Луїза Маклафлін    | Mary Louise McLaughlin |      |                  | |
| Паула Модерзон-Беккер   | Paula Modersohn-Becker |      |                  | |
| Джулія Морган           | Julia Morgan           | 1872 | США              | Архітекторка |
| Берта Морізо            | Berthe Morisot         | 1841 | Франція          | Французька художниця-імпресіоністка                                                                                              |
| Габріель Мюнтер         | Gabriele Münter        | 1877 | Німеччина        | Художниця й графікеса, представниця експресіонізму                                                                               |
| Луїза Невельсон         | Louise Nevelson        | 1899 | Україна, США     | Скульпторка, художниця, граверка                                                                                                 |
| Елізабет Ней            | Elizabeth Ney          | 1833 | Німеччина        | Скульпторка |
| Анна Павлова            | Anna Pavlova           | 1881 | Росія            | Одна з найвидатніших балерин XX століття                                                                                         |
| Августа Севідж          | Augusta Savage         | 1892 | США              | Афроамериканська скульпторка, діячка Гарлемського ренесансу                                                                      |
| Софі Тойбер-Арп         | Sophie Taeuber-Arp     | 1889 | Швейцарія        | Художниця, дизайнерка, скульпторка, архітекторка і танцюристка                                                                   |
| Сюзанна Валадон         | Suzanne Valadon        | 1865 | Франція          | Модель і художниця |